# Strecken der Division B der New York City Subway

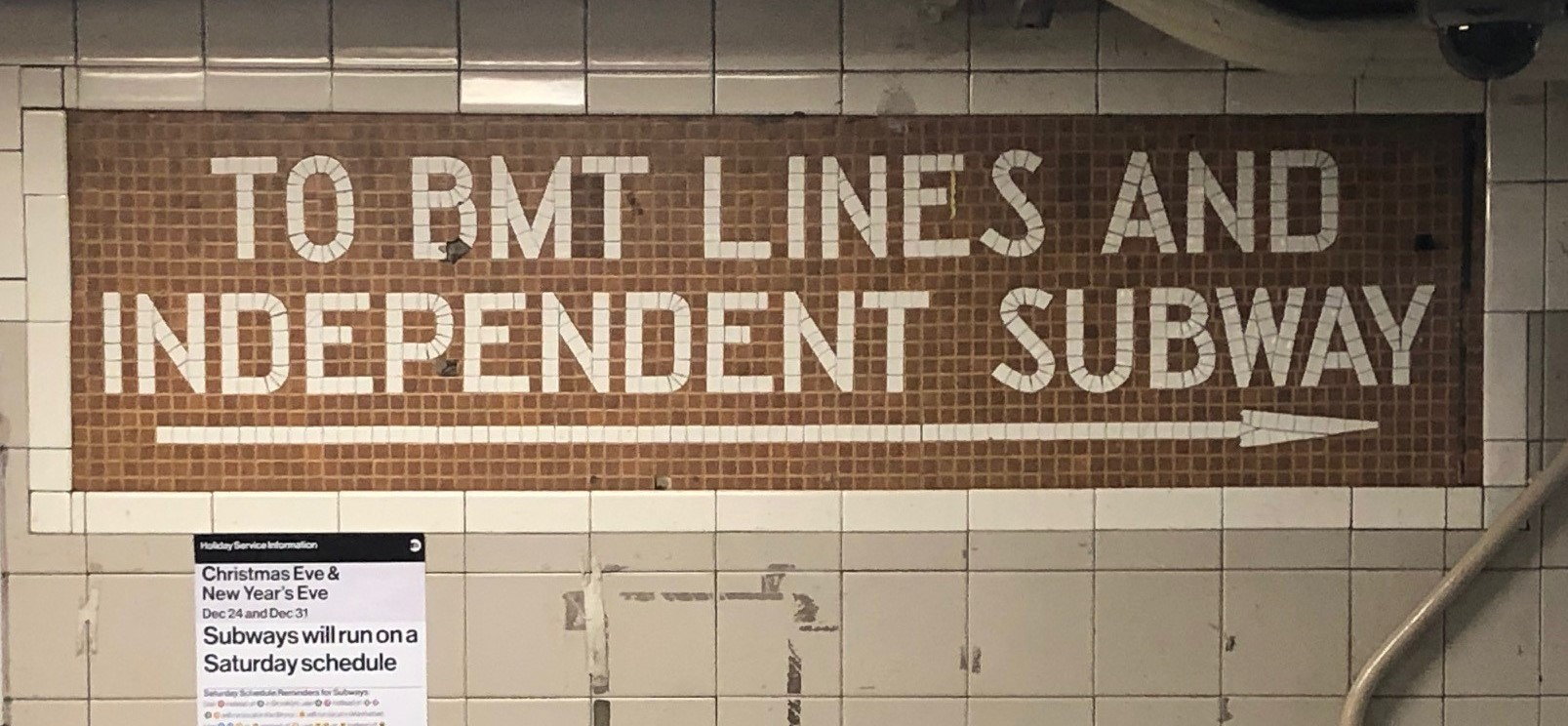
Bei der New Yorker U-Bahn bilden seit 1967 die Strecken der ehemaligen privaten BMT Lines und der ehemaligen städtischen Independent Subway die Division B

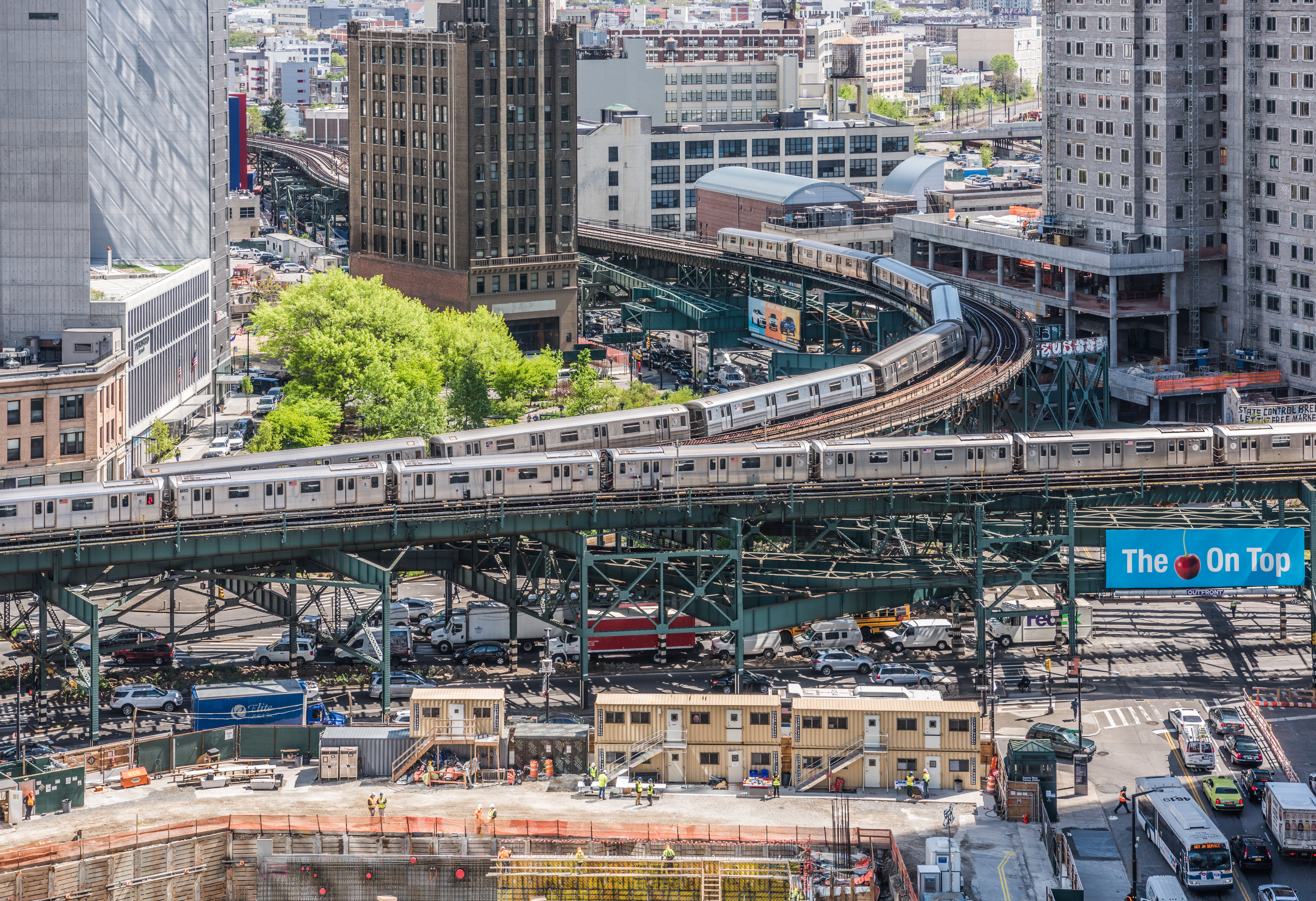
U-Bahnen der Division A (vorne Linie 7, kürzere Wagen) und der Division B (hinten Linie N/W, längere Wagen) fahren nebeneinander in Long Island City

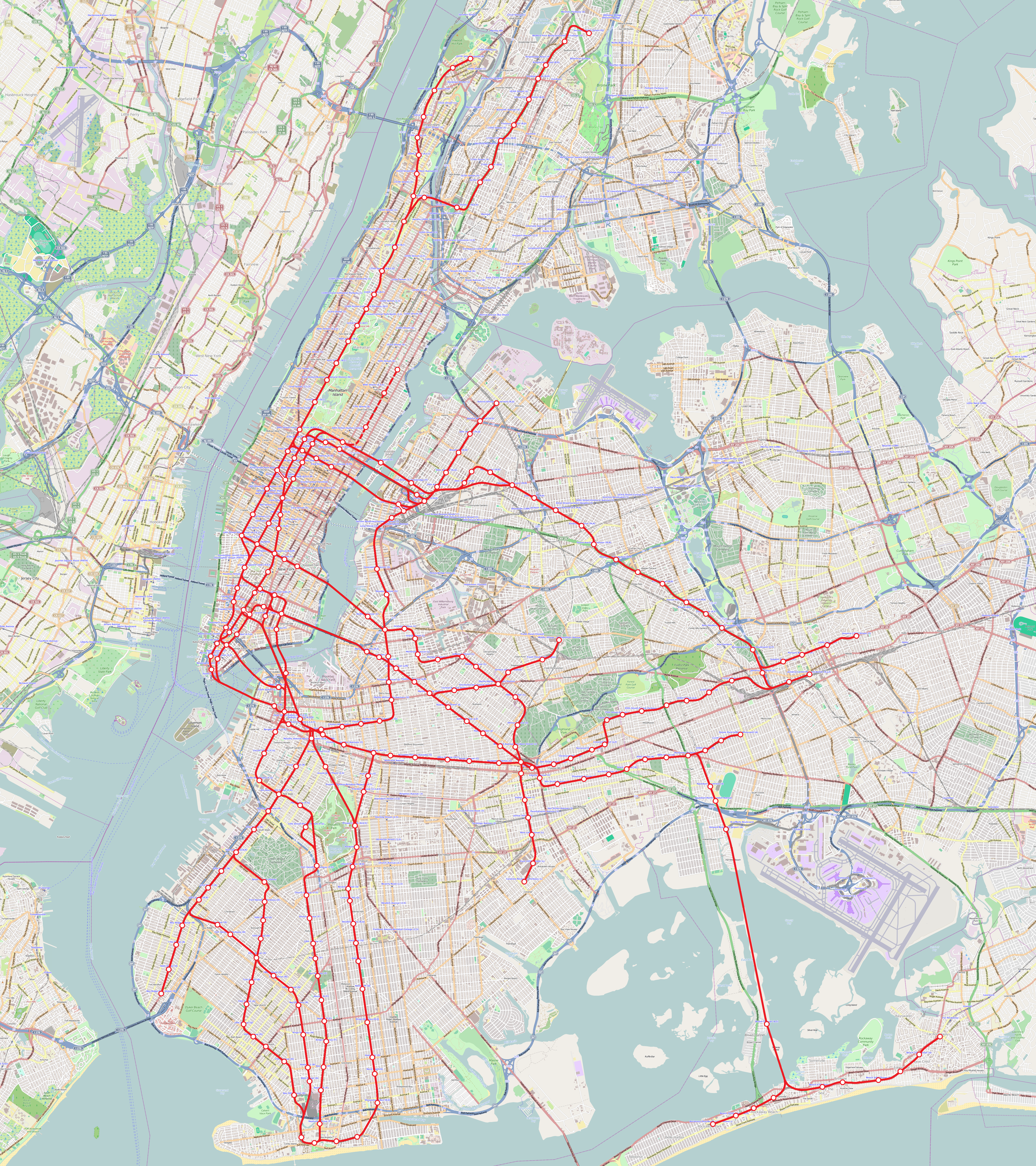
Netz der Division B rot markiert auf Übersichtskarte von New York City

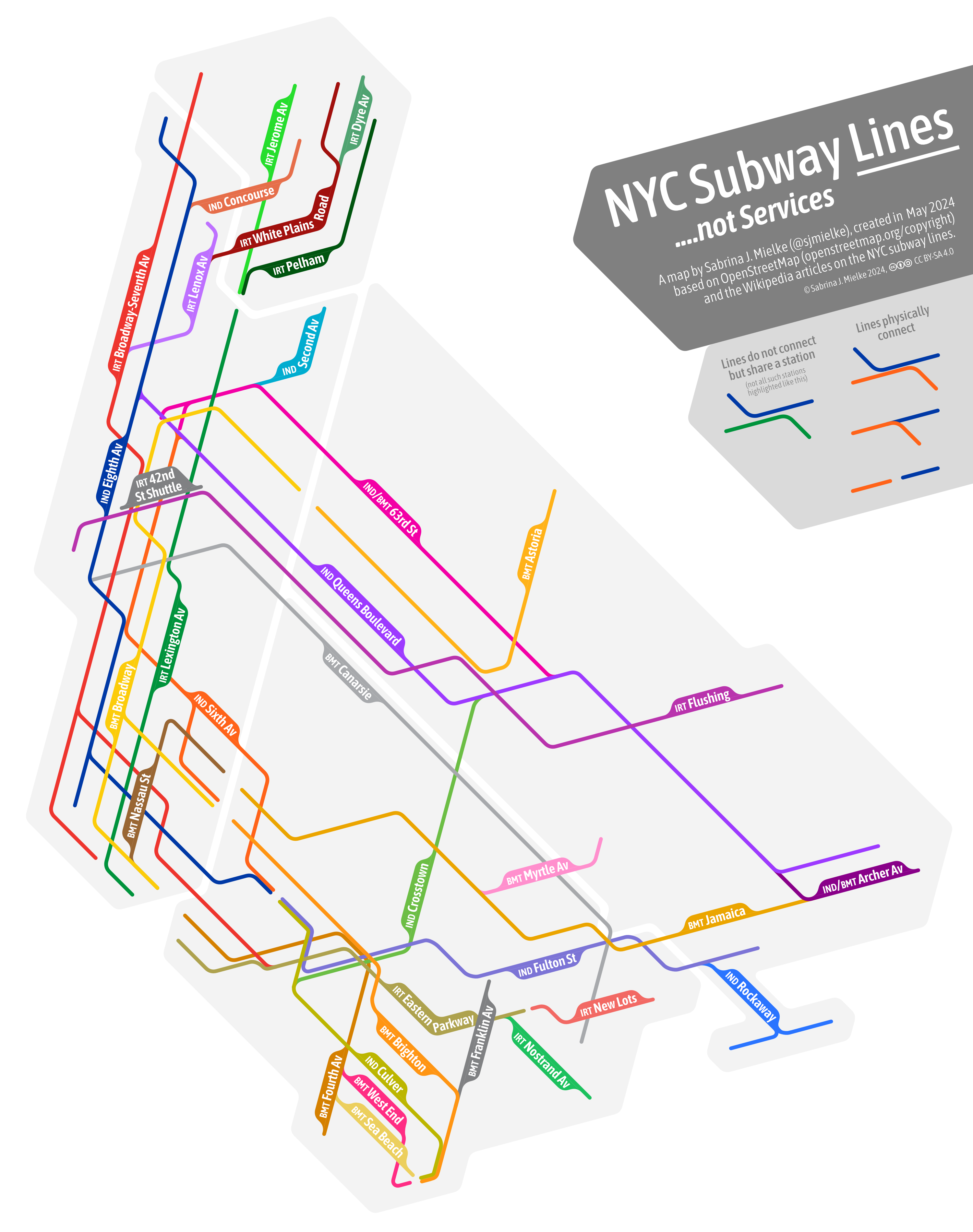
Schemazeichnung aller Strecken der Divisionen A und B der New York City Subway

Die Strecken der Division B der New York City Subway sind bestimmte U-Bahn-Strecken in der Stadt New York. Zusammen mit den Strecken der Division A der New York City Subway bilden sie das Netz der New York City Subway. Das Netz wird vom öffentlichen Verkehrsunternehmen New York City Transit Authority betrieben, das seit 1968 eine Tochter der staatlichen Metropolitan Transportation Authority ist.
Die Strecken der Division B verlaufen in vier der fünf Stadtbezirke New York Citys: The Bronx, Brooklyn, Manhattan und Queens. Auf den Strecken fahren U-Bahn-Linien, die systematisch mit Großbuchstaben gekennzeichnet sind. Die U-Bahn-Züge der Division B bestehen aus Fahrzeugen der New York City Subway, die länger, breiter und schwerer sind als die Fahrzeuge in der Division A.
Die Division B ist organisatorisch unterteilt in
- die Division B1, die bis 1967 die BMT-Division war, und
- die Division B2, die bis 1967 die IND-Division war.

## Geschichte
Die BMT-Division bestand seit 1940 aus den Strecken, den Zügen und dem Personal der ehemals privaten Brooklyn-Manhattan Transit Corporation (Markenname „BMT Lines“). Die IND-Division bestand seit 1940 aus denen des städtischen Independent Subway System (abgekürzt ISS oder „Independent“). Das Independent Subway System war vom städtischen New York City Board of Transportation geplant und betrieben worden, das 1940 auch die Zuständigkeit für die BMT-Division sowie die IRT-Division, die frühere Interborough Rapid Transit Company, übernahm. Das Board of Transportation wurde im Jahr 1953 aufgelöst und durch die New York City Transit Authority ersetzt.
Die Division A und die Division B wurden im Jahr 1967 gebildet, als die New York City Transit Authority die Chrystie Street Connection eröffnete, die über zwei neu gebaute Strecken in Manhattan das Netz der BMT-Division und das Netz der IND-Division verbindet.
Die Unterteilung in die Divisionen A, B1 und B2 hat für Fahrgäste im Alltag kaum Bedeutung. Sie schlägt sich betriebsintern in der Kilometrierung der Strecken, der Zuordnung von Linien zu Betriebshöfen, dem Betriebsfunk und der Personaleinsatzplanung nieder, außerdem in der Zuständigkeit der Gewerkschaften. Die Division C unterhält Bahndienstfahrzeuge.

## Strecken und Linien
Unterschieden wird zwischen den Strecken als der Infrastruktur, auf denen Züge fahren, und den Verkehrslinien. Strecken heißen im New Yorker Sprachgebrauch lines, Linien heißen im New Yorker Sprachgebrauch services. Die services der Division B sind systematisch mit Großbuchstaben gekennzeichnet, die der Division A mit Ziffern.
Das systematische Kennzeichnungsschema mit Buchstaben wurde für die Independent Subway geschaffen, während die BMT Lines ab ca. 1925 ein eigenes Schema verwendeten, das aus Nummern bestand. Ab 1960 wurde das Schema der BMT-Division an das der IND-Division angeglichen. Ab 1967 verwendete die New York City Transit Authority erstmals einheitliche und farbige Signets für jede Linie. Das Farbschema wurde 1979 verändert, so dass seitdem die services anhand der Stammstrecken, auf denen sie in Manhattan fahren, farblich gruppiert sind.
| Stammstrecken der Division B, Kennfarben und Liniensignets | Stammstrecken der Division B, Kennfarben und Liniensignets | Stammstrecken der Division B, Kennfarben und Liniensignets | Stammstrecken der Division B, Kennfarben und Liniensignets |
| ---------------------------------------------------------- | ---------------------------------------------------------- | ---------------------------------------------------------- | ---------------------------------------------------------- |
| Gegenwart                                                  | Gegenwart                                                  | 1979                                                       | 1967/1968                                                  |
| BMT Broadway Line                                          |                                                            |                                                            |                                                            |
|                                                            | Gelb                                                       |                                                            |                                                            |
| BMT Canarsie Line                                          |                                                            |                                                            |                                                            |
|                                                            | Hellgrau                                                   |                                                            |                                                            |
| BMT Nassau Street Line                                     |                                                            |                                                            |                                                            |
|                                                            | Braun                                                      |                                                            |                                                            |
| IND Crosstown Line                                         |                                                            |                                                            |                                                            |
|                                                            | Hellgrün                                                   |                                                            |                                                            |
| IND Eighth Avenue Line                                     |                                                            |                                                            |                                                            |
|                                                            | Blau                                                       |                                                            |                                                            |
| IND Sixth Avenue Line                                      |                                                            |                                                            |                                                            |
|                                                            | Orange                                                     |                                                            |                                                            |
| Verschiedene                                               |                                                            |                                                            |                                                            |
| (reserviert)                                               | Türkis                                                     | JFK-Express                                                |                                                            |
| Shuttlelinien                                              |                                                            |                                                            |                                                            |
|                                                            | Grau                                                       |                                                            |                                                            |

## Strecken der Division B1

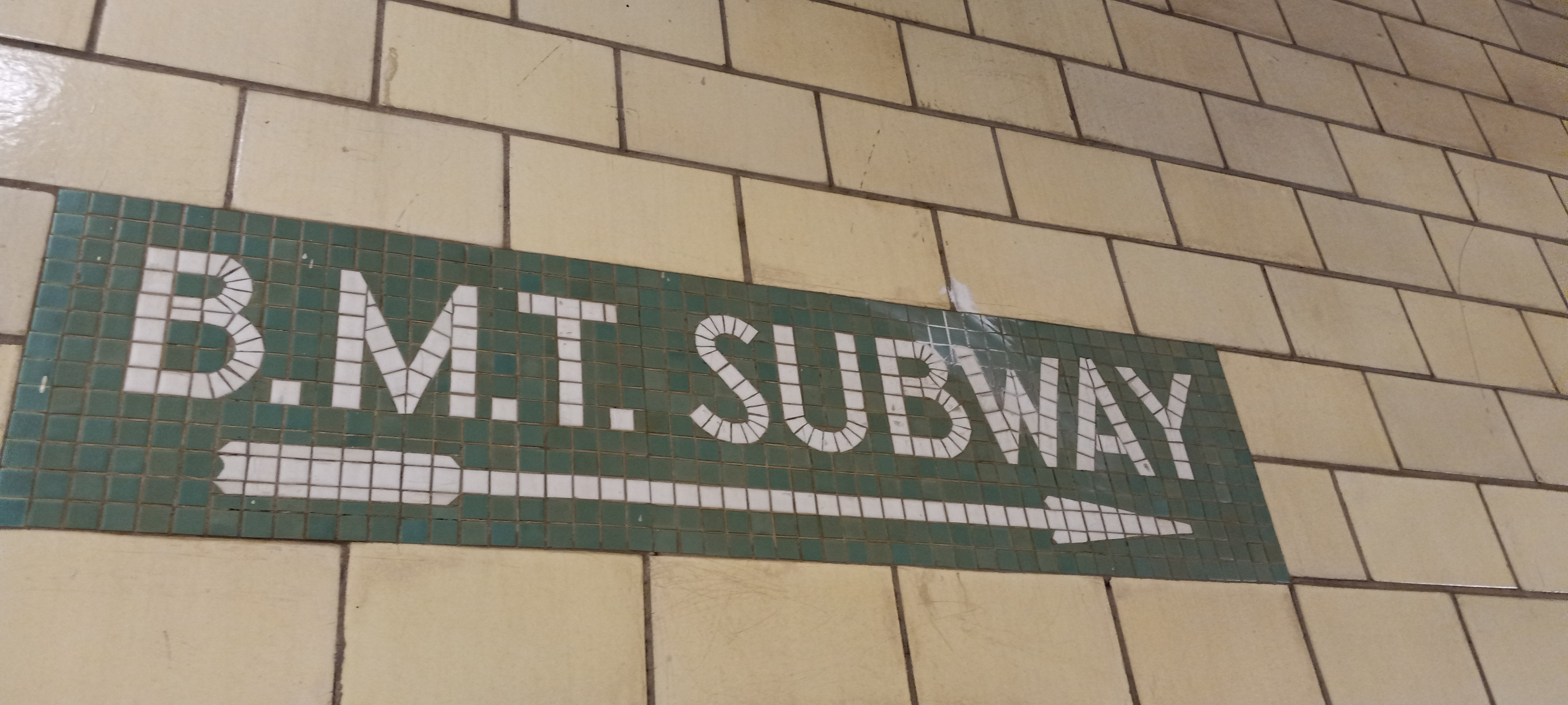
Wegweiser zu einem Bahnhof der ehemaligen Brooklyn-Manhattan Transit Corporation

### BMT Astoria Line

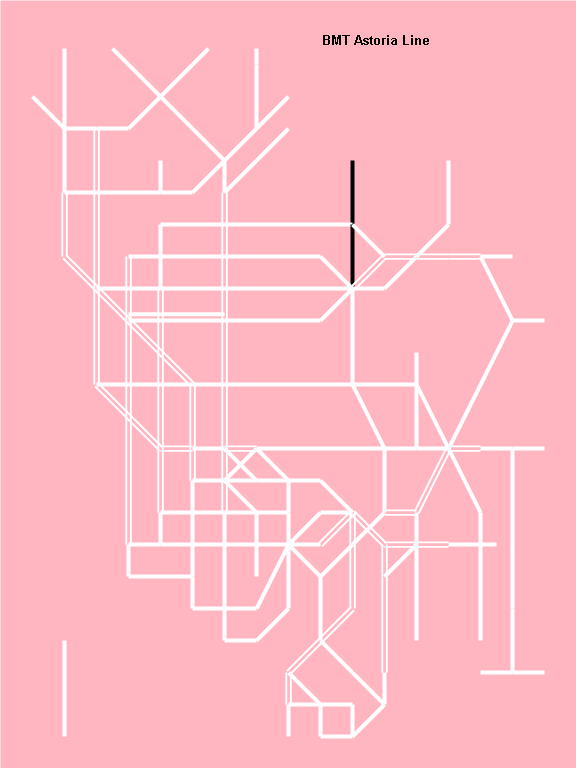
BMT Astoria Line

Die BMT Astoria Line ist eine Zweigstrecke der New York City Subway. Sie ist nach dem Stadtviertel Astoria im Bezirk Queens benannt. Sie entstand im Rahmen des Vertrags Nummer 3 der Doppelverträge von 1913, um den Nordwesten Queens’ ausgehend vom Umsteigebahnhof Queensboro Plaza in Long Island City zu erschließen.
Gemeinsam mit der heutigen IRT Flushing Line, die die nördliche Mitte Queens’ erschloss, wurde sie 1917 eröffnet. Zunächst fuhren dort die U-Bahn-Zügen der Interborough Rapid Transit Company (IRT), die bis heute aus Manhattan kommend den East River im Steinway-Tunnel unterqueren. Ab etwa 1920 kamen die schmalprofiligen Hochbahnwagen der IRT hinzu, die den East River von der klassischen Hochbahnstrecke IRT Second Avenue Line kommend auf der Queensboro Bridge überquerten.
Mit Eröffnung des 60th-Street-Tunnels 1920 gelangten auch die breitprofiligen U-Bahnwagen der BRT, ab 1923 der BMT, nach Queensboro Plaza, wo sie im Bahnhofsteil der BMT endeten und Übergang zu den Hochbahnzügen boten.
Die New Yorker U-Bahnen wurden 1940 vereinigt, die IRT Second Avenue Line zur Queensboro Bridge 1942 stillgelegt, die Bahnsteigkanten entlang der Astoria Line 1949 umgebaut und der Verkehr seitdem ausschließlich mit U-Bahnwagen der BMT durchgeführt.
Die Strecke ist auf ganzer Länge eine dreigleisige Hochbahn und hat fünf Zwischenhalte bis zum Endbahnhof Astoria–Ditmars Boulevard. Eine Verlängerung zum fünf Kilometer entfernten Flughafen LaGuardia wurde Anfang der 2000er Jahre abgelehnt. Die von Güterzügen und von Amtrak im Nordostkorridor befahrene Trasse der früheren New York Connecting Railroad (Bahnstrecke New Rochelle Shell Interlocking – Sunnyside Harold Interlocking) überquert mit ihrem Rampenviadukt im östlichen Zulauf zur Hell Gate Bridge die Hochbahn im Bereich des Bahnhofs Astoria–Ditmars Boulevard.
| Linien auf der BMT Astoria Line | Linien auf der BMT Astoria Line | Linien auf der BMT Astoria Line |
| Linie                           | Bedienung                       | Nutzung der Strecke             |
| ------------------------------- | ------------------------------- | ------------------------------- |
|                                 | Local                           | ganze Länge                     |
|                                 | Local                           | ganze Länge                     |

### BMT Brighton Line

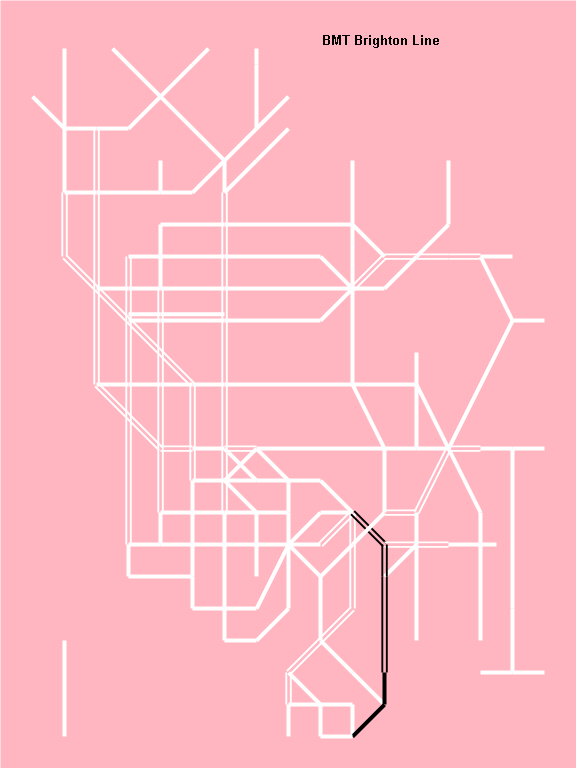
BMT Brighton Line

Die BMT Brighton Line ist eine Hauptstrecke der New York City Subway in Brooklyn. Ihre ursprüngliche Bezeichnung war Brighton Beach Line. Sie ist benannt nach dem Stadtteil Brighton Beach an der Atlantikküste, den sie auf dem Weg nach Coney Island mit dem großen Endbahnhof Coney Island–Stillwell Avenue erreicht. Mit der BMT Fourth Avenue Line ist sie eine der zwei Hauptstrecken, die in Downtown Brooklyn im Knotenbahnhof DeKalb Avenue zusammenlaufen, um dann entweder über die Manhattan Bridge oder durch den Montague-Street-Tunnel den East River nach Lower Manhattan zu queren.
Die Brighton Beach Line wurde 1878 als Dampfeisenbahnstrecke der Gesellschaft Brooklyn, Flatbush, and Coney Island Railroad eröffnet. Nach Ende einer Kooperation mit der Long Island Rail Road fehlte eine direkte Verbindung in die Innenstadt Brooklyns, daher suchte man den Kontakt mit der Kings County Elevated Company, die 1900 die Brighton Beach Line übernahm und im gleichen Jahr von der Holdinggesellschaft Brooklyn Rapid Transit Company (BRT) aufgekauft wurde.
Im Bahnhof Prospect Park besteht Übergang zur BMT Franklin Avenue Line. Im Jahr 1920 ging eine neu gebaute, direkte U-Bahn-Tunnelverbindung der Brighton Line von DeKalb Avenue zum Bahnhof Prospect Park in Betrieb. Sie führt entlang der Flatbush Avenue zum Teil in einem gemeinsamen Tunnelbauwerk mit der IRT Eastern Parkway Line und im weiteren Verlauf durch den Prospect Park. Die traditionelle Streckenführung der Brighton Beach Line war so aufgeteilt in die alte Franklin Avenue Line und in die modernisierte Brighton Line, die eine schnelle Anbindung der Atlanktikküste an die Innenstädte ermöglichte. Die Eröffnung der „Culver-Rampe“ 1954 entzog der Franklin Avenue Line die meisten dieser zuvor umsteigenden Fahrgäste. Züge von und nach Coney Island befuhren noch bis 1963 die Verbindung der Brighton Beach Line zur Franklin Avenue Line.
Bei Betriebsstörungen in Brooklyn können von anderen Strecken umgeleitete Züge die Wendegleise der U-Bahnhöfe Church Avenue, Kings Highway oder Brighton Beach nutzen.
| Linien auf der BMT Brighton Line | Linien auf der BMT Brighton Line | Linien auf der BMT Brighton Line |
| Linie                            | Bedienung                        | Nutzung der Strecke              |
| -------------------------------- | -------------------------------- | -------------------------------- |
|                                  | Express                          | bis Brighton Beach               |
|                                  | Local                            | ganze Länge                      |

### BMT Broadway Line

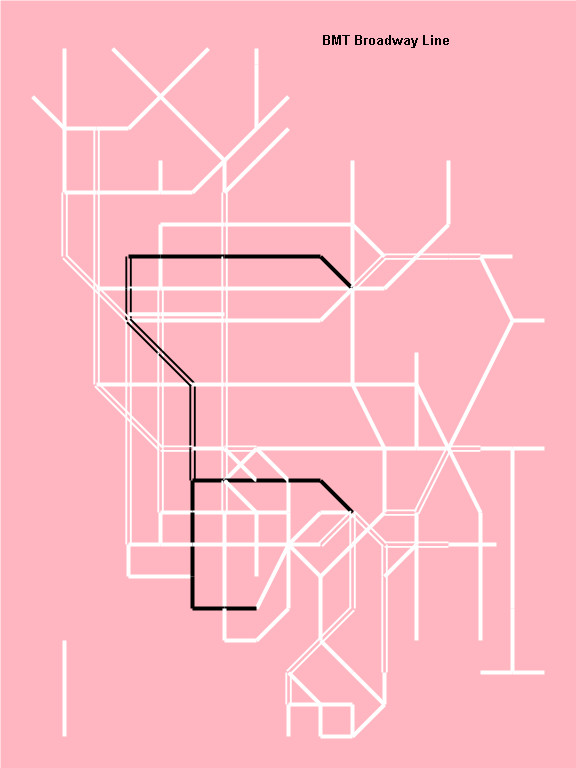
BMT Broadway Line (stilisiert)

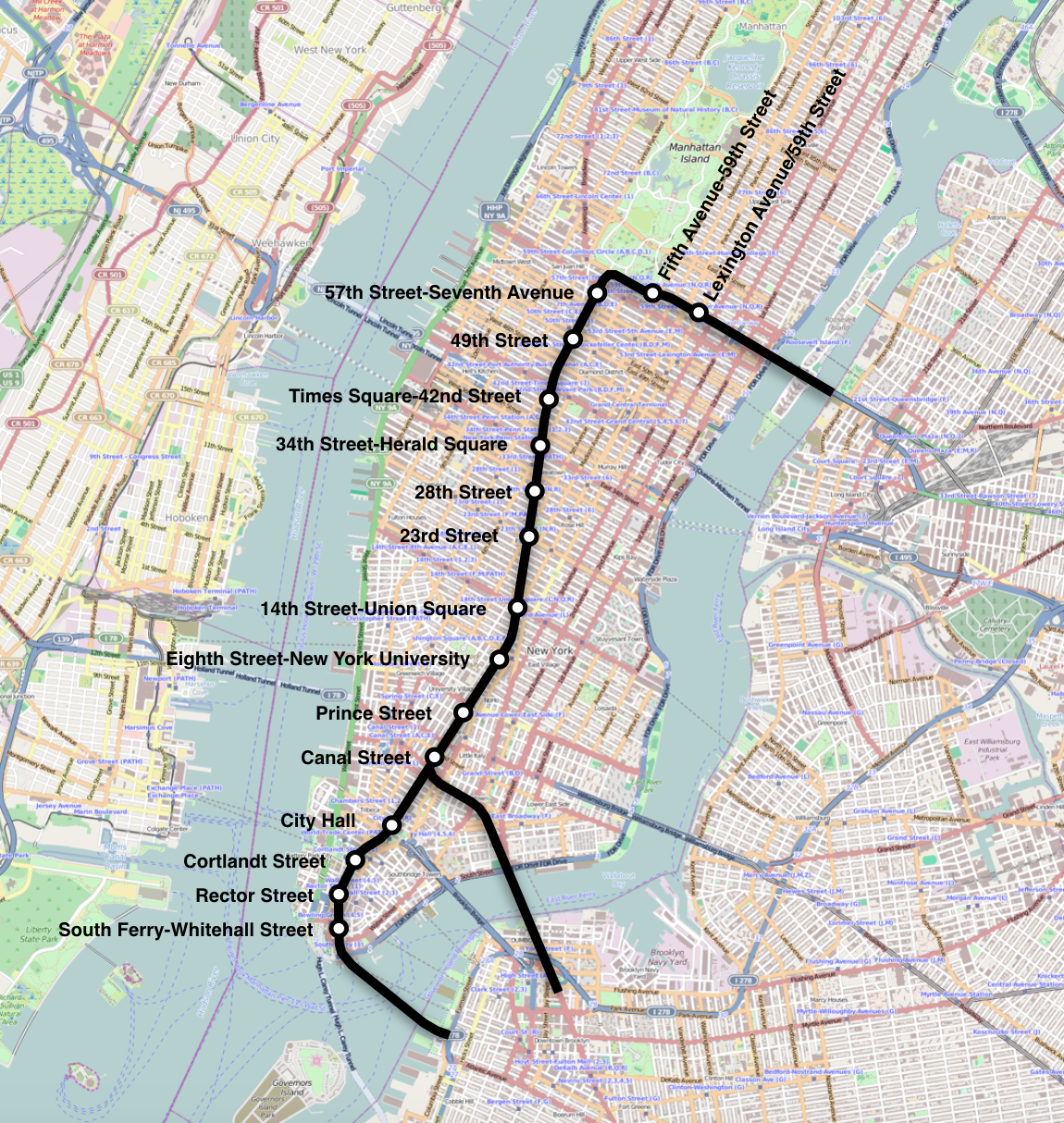
BMT Broadway Line (geografisch)

Die BMT Broadway Line ist eine Stammstrecke der New York City Subway in Manhattan. Sie entstand im Rahmen der Doppelverträge von 1913 und wurde auf ganzer Länge am 1. August 1920 eröffnet. Sie ermöglichte es der Brooklyn Rapid Transit Company (BRT), in direkter Konkurrenz zur Interborough Rapid Transit Company (IRT) umsteigefreie Verbindungen von Brooklyn nach Lower Manhattan, Midtown Manhattan und Queens anzubieten. Ihre Kennfarbe seit 1979 ist Gelb.
Die Strecke beginnt zweigleisig am Montague-Street-Tunnel an der Südspitze Manhattans. Der Bahnhof Whitehall Street unweit der Fähranleger Staten Island Ferry Whitehall Terminal und Battery Maritime Building ist dreigleisig: Auf dem mittleren Gleis enden zu verschiedenen Tageszeiten die Linie W (an Werktagen, von Norden aus Manhattan kommend) oder die Linie R (nachts, von Süden unter dem East River hindurch aus Brooklyn kommend). Der Bahnhof City Hall am New Yorker Rathaus ist auf zwei Ebenen angelegt, wobei die untere Ebene nicht für Fahrgäste zugänglich ist. Diese Besonderheit entstand durch Umplanungen, die zur Anpassung des gescheiterten Triborough-Ausbauplans von 1908 an die Doppelverträge von 1913 durchgeführt wurden, um eine Anbindung der Broadway Line über die Manhattan Bridge an das Netz der BRT in Brooklyn zu ermöglichen.
Zwei Gleise erreichen in Verlängerung der westlichen (südlichen) Brückengleise der Manhattan Bridge die Broadway Line im Bereich des Bahnhofs Canal Street. Ab dort verläuft die Strecke viergleisig unter Abschnitten des Broadway und der 7th Avenue. Der Bahnhof 57th Street war bei der Eröffnung der Strecke 1920 die Endstation. Nördlich des Bahnhofs wurden drei kreuzungsfreie Anschlussmöglichkeiten vorbereitet, um die Strecke zu späteren Zeitpunkten ohne Störung des laufenden Betriebs in verschiedene Richtungen fortführen zu können:
1. Die erste Anschlussmöglichkeit wurde 1920 zeitgleich mit der Broadway Line in Betrieb genommen und ist die BMT 60th Street Line.
2. Die zweite Anschlussmöglichkeit, in Verlängerung der Express-Gleise, wurde für die 1971 bis 1978 gebaute BMT 63rd Street Line verwendet. Sie wurde 1989 als Betriebsstrecke, nicht für Fahrgäste, eröffnet. 1995 fuhren dort umgeleitete Züge. Seit dem Jahreswechsel 2016/2017 ist die BMT 63rd Street Line in Vollbetrieb und verbindet die BMT Broadway Line mit der IND Second Avenue Line.
3. Die dritte Anschlussmöglichkeit, in Verlängerung der Local-Gleise, war für eine Verbindung zur Westseite des Central Parks reserviert, bleibt aber ungenutzt.[5] Diese Anschlussmöglichkeit kam in einem Ideenpapier der New York Transit Commission 1922 ins Spiel und sollte einer Verlängerung im Korridor der 7. Avenue bis zur 155. Straße dienen.[6] Die stattdessen seit 1932 auf der Westseite verlaufende städtische IND Eighth Avenue Line bekam keine Verbindung zu der privat betriebenen BMT Broadway Line.

| Linien auf der BMT Broadway Line | Linien auf der BMT Broadway Line | Linien auf der BMT Broadway Line                    |
| Linie                            | Bedienung                        | Nutzung der Strecke                                 |
| -------------------------------- | -------------------------------- | --------------------------------------------------- |
|                                  | Express                          | Brooklyn Bridge (Westseite) zum 60th Street Tunnel  |
|                                  | Express                          | Brooklyn Bridge (Westseite) zur 63rd Street Line    |
|                                  | Local                            | Montague Street Tunnel zum 60th Street Tunnel       |
|                                  | Local                            | Whitehall Street–South Ferry zum 60th Street Tunnel |

#### BMT 60th Street Line
Die BMT 60th Street Line ist eine Verbindungsstrecke der New York City Subway in Manhattan und wurde 1920 zusammen mit der BMT Broadway Line in Betrieb genommen.
Die zweigleisige Strecke führt in Manhattan vom U-Bahnhof 57th Street zum 60th-Street-Tunnel, der den East River unterquert. In Queens zweigt unterirdisch die 1955 eröffnete 60th Street Tunnel Connection zur IND Queens Boulevard Line ab. Über eine Tunnelrampe erreicht die Strecke den Hochbahn-Knotenbahnhof Queensboro Plaza. Dort schließt die BMT Astoria Line an und besteht bahnsteiggleiche Umsteigemöglichkeit zur IRT Flushing Line.
Die Strecke verläuft an der 59. Straße aka Central Park South zur äußersten Südostecke des Central Parks. Im Bereich eines von zwei U-Bahnhöfen der Strecke, 5th Avenue unter dem Grand Army Plaza, schwenkt sie unter die 60. Straße. Zunächst war geplant, Manhattan und Queens über die Queensboro Bridge miteinander zu verbinden. Beim Bau der IRT Lexington Avenue Line wurden dafür unter den 59. und 60. Straßen je ein sehr kurzer eingleisiger Tunnelabschnitt errichtet. Diese Vorleistungen wurden nach 1915 erfolgten Umplanungen und dem Beschluss zum Bau des 60th-Street-Tunnels nicht als Streckentunnel verwendet.
| Linien auf der BMT 60th Street Line | Linien auf der BMT 60th Street Line | Linien auf der BMT 60th Street Line |
| Linie                               | Bedienung                           | Nutzung der Strecke                 |
| ----------------------------------- | ----------------------------------- | ----------------------------------- |
|                                     | halten überall                      | ganze Länge                         |

### BMT Canarsie Line

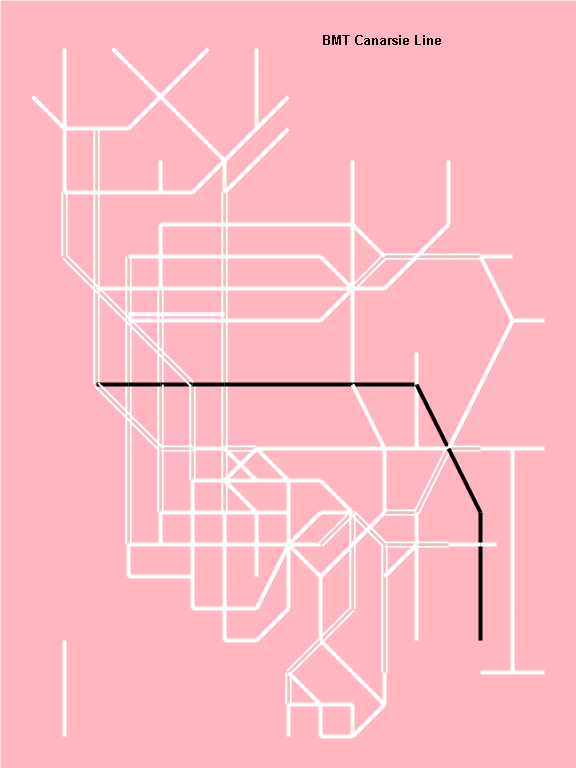
BMT Canarsie Line

Die BMT Canarsie Line ist eine Stammstrecke der New York City Subway in Brooklyn und Manhattan. Sie wird auf ganzer Länge allein von der Linie L befahren, ihre Kennfarbe seit 1979 ist Hellgrau. Es wird kein Expressbetrieb angeboten. Die Strecke ist, mit Ausnahme von Abstellgleisen, durchweg zweigleisig. Sie ist neben der IRT Flushing Line eine von nur zwei U-Bahn-Stammstrecken, die die Insel Manhattan in Quer- anstatt in Längsrichtung durchfahren. Aufgrund dieser Besonderheiten und des hohen Fahrgastaufkommens wurde sie als erste New Yorker Stammstrecke vollständig mit dem Zugsicherungssystem Communication-Based Train Control modernisiert. Seit Anfang 2012 fahren die Züge regelmäßig im halbautomatischen Zugbetrieb mit Fahrer.
Die BMT Canarsie Line hatte in Brooklyn ihren Ursprung in einer Dampfeisenbahnstrecke, die die damalige Kleinstadt New Lots mit Canarsie Pier verband, einem Ausflugsgebiet an der Jamaica Bay. Diese 1865 eingerichtete Eisenbahn, die Brooklyn and Rockaway Beach Railroad, wurde im Bereich des heutigen Umsteigebahnhofs Broadway Junction mit der klassischen Hochbahnstrecke BRT Broadway Line verbunden.
Im Jahr 1924 wurden ein U-Bahn-Tunnel im Verlauf der 14. Straße in Manhattan und der 14th-Street-Tunnel als Querung des East River nach Williamsburg in Brooklyn eröffnet. In Manhattan wurde sie 1931 westwärts zur zeitgleich errichteten IND Eighth Avenue Line verlängert und erreichte so ihre heutige Ausdehnung.
Die Streckenführung in Brooklyn setzt sich aus Abschnitten mit unterschiedlichen Charakteristika zusammen: Sie ist im westlichen Teil unterirdisch den öffentlichen Straßen Williamsburgs und Bushwicks folgend mit engen Kurven angelegt, im mittleren Teil östlich der Kreuzung mit der BMT Myrtle Avenue Line mit den zwei Streckengleisen übereinander halb unter- und halb oberirdisch entlang dem Parkfriedhof Cemetery of the Evergreens, ehe sie in den südlich der Long-Island-Endmoräne liegenden flacheren Gebieten in East New York und Brownsville wegen des sumpfigen Untergrunds als Hochbahn geführt wird und dann im Südosten in Canarsie auf Straßenniveau abfällt. Der Endabschnitt wurde 1951 von Canarsie Pier zurückgezogen und endet seitdem ebenerdig im Bahnhof Canarsie–Rockaway Parkway, der an den Betriebshof Canarsie Yard angrenzt. Die East 105th Street querte die Strecke bis 1973 ebenerdig mit dem letzten öffentlich zugänglichen Bahnübergang der New Yorker U-Bahn.
Betrieblicher Mittelpunkt der Strecke in Brooklyn ist der Verkehrsknoten Broadway Junction in East New York, den die BMT Canarsie Line und die BMT Jamaica Line als Hochbahnen auf zwei Ebenen anfahren. Dort sind zudem Trassenabschnitte und ungenutzte Tragwerke stillgelegter klassischer Hochbahnen sichtbar, die auf mehreren Ebenen mit den aktiven Streckengleisen sowie den Zufahrten zum angrenzenden Betriebshof East New York Yard zusammenwirken. Der U-Bahnhof der IND Fulton Street Line bildet den unterirdischen Teil des Verkehrsknotens. Es besteht Übergang zum Bahnhof East New York der Long Island Rail Road an der LIRR Atlantic Branch.
| Linie auf der BMT Canarsie Line | Linie auf der BMT Canarsie Line | Linie auf der BMT Canarsie Line |
| Linie                           | Bedienung                       | Nutzung der Strecke             |
| ------------------------------- | ------------------------------- | ------------------------------- |
|                                 | Local                           | ganze Länge                     |

### BMT Fourth Avenue Line

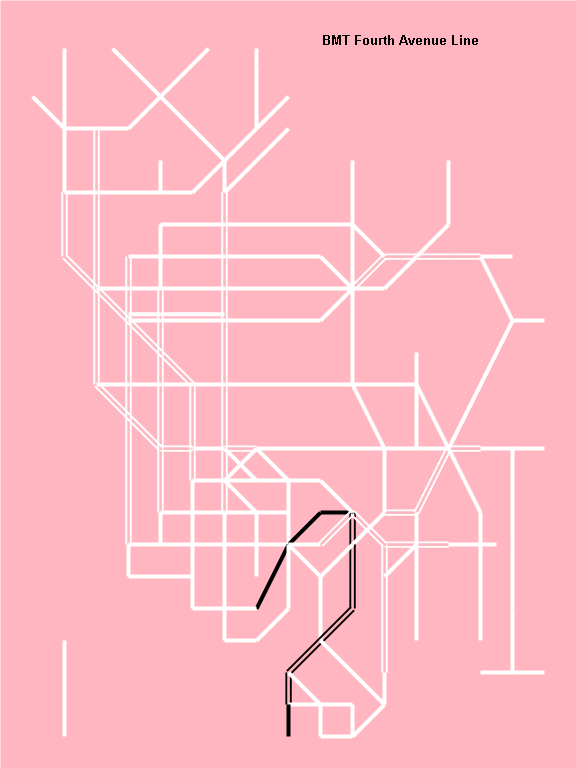
BMT Fourth Avenue Line

Die BMT Fourth Avenue Line ist eine Hauptstrecke der New York City Subway in Brooklyn. Von ihr zweigen die BMT West End Line und die BMT Sea Beach Line ab. Mit der BMT Brighton Line ist sie eine der zwei Hauptstrecken, die in Downtown Brooklyn im Knotenbahnhof DeKalb Avenue zusammenlaufen, um dann entweder über die Manhattan Bridge oder durch den Montague-Street-Tunnel den East River nach Lower Manhattan zu queren.
Der erste Abschnitt der BMT Fourth Avenue Line wurde am 22. Juni 1915 eröffnet. Er umfasste die Verbindung der Sea Beach Line über DeKalb Avenue und die südlichen Gleise der Manhattan Bridge nach Manhattan bis zum großen U-Bahnhof Chambers Street, der unter dem Manhattan Municipal Building an der späteren BMT Nassau Street Line liegt. Die Stadt beauftragte den Bau noch vor dem Beschluss des Triborough-Plans. Nach Klärung der Finanzierung war im Herbst 1909 der Baubeginn, aber der Triborough-Plan scheiterte bald. Die Bestandteile wurden in die Doppelverträge von 1913 überführt und gegenüber dem Triborough-Plan umgeplant und umgebaut.
Für den Triborough-Plan war die Fourth Avenue Line mit einer aufwändigen, viergleisigen unterirdischen Ausfädelung im Bereich von Brooklyns 40. Straße gebaut worden, die dann aber nie genutzt wurde. Stattdessen wurde gemäß den Doppelverträgen die bis heute genutzte, betrieblich weniger günstige Ausfädelung eingefügt, die die BMT West End Line durch den bereits vorhandenen 38th Street Cut führt.
Der zweite Abschnitt der BMT Fourth Avenue Line mit drei Stationen bis 86th Street wurde am 15. Januar 1916 eröffnet. Die Endstation Bay Ridge–95th Street kam am 31. Oktober 1925 dazu. Sie ist die geografisch westlichste Station der gesamten New Yorker U-Bahn.
Die Fourth Avenue Line war dazu erkoren, mit einem U-Bahn-Tunnel unter der Meerenge The Narrows eine Verbindung zur Insel Staten Island herzustellen. Der 1923 in Bay Ridge und auf Staten Island begonnene Bau sollte einen Tunnel erstellen, der über die U-Bahn hinaus eine Güterzugverbindung von der Bay Ridge Branch der Long Island Rail Road entlang der North Shore Line der Staten Island Railway zum Festland von New Jersey schaffen sollte. Der Bau endete 1925 auf beiden Seiten nach wenigen Metern. Die ungenutzte Anschlussmöglichkeit ist südlich des U-Bahnhofs 59th Street bis heute sichtbar.
An einer südlicheren, schmaleren Stelle der Narrows wurde 1964 die Verrazzano-Narrows Bridge als reine Straßenbrücke eröffnet. 86th Street dient Buspendlern von und nach Staten Island als wichtiger Umsteigepunkt mit der U-Bahn.
| Linien auf der BMT Fourth Avenue Line | Linien auf der BMT Fourth Avenue Line | Linien auf der BMT Fourth Avenue Line |
| Linie                                 | Bedienung                             | Nutzung der Strecke                   |
| ------------------------------------- | ------------------------------------- | ------------------------------------- |
|                                       | Express                               | bis 36th Street                       |
|                                       | Express, in Nebenzeiten Local         | bis 59th Street                       |
|                                       | Local                                 | ganze Länge                           |

### BMT Franklin Avenue Line

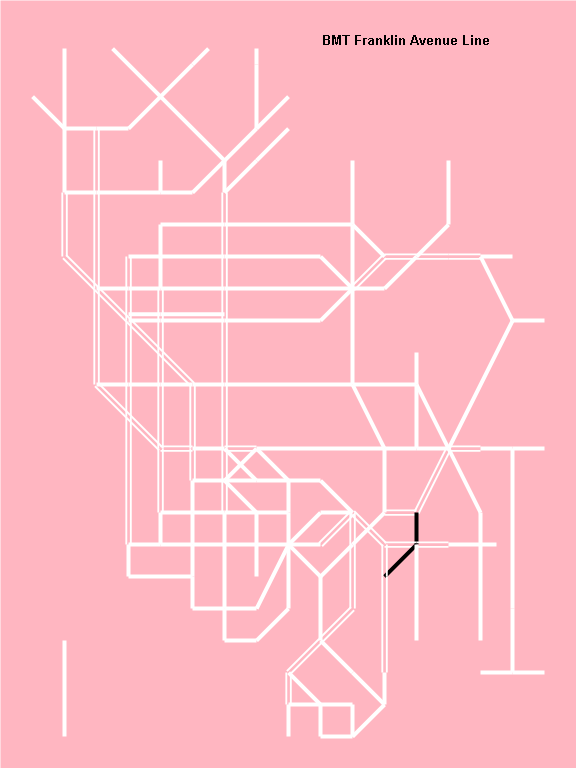
BMT Franklin Avenue Line

Die BMT Franklin Avenue Line ist eine kurze Zweigstrecke der New York City Subway in Brooklyn. Als Tangentiallinie stellt sie östlich des Brooklyner Stadtzentrums Umsteigeverbindungen zu der IND Fulton Street Line, der IRT Eastern Parkway Line und der BMT Brighton Line her.
Sie ist der Rest einer Eisenbahnstrecke, die 1878 eröffnet wurde und 1896, also noch vor der Einbeziehung ins U-Bahn-Netz, mit der Brighton Beach Line verbunden wurde, um durchgängige Fahrten nach Coney Island zu ermöglichen. Diese Eisenbahn wurde bis 1905 zur Hochbahn umgebaut und 1913 durch die Brooklyn Rapid Transit Company (BRT) aufgekauft. Im Rahmen des Vertrags Nummer 4 der Doppelverträge führte die BRT die Brighton Beach Line mit einem neuen Tunnelabschnitt an der Franklin Avenue Line vorbei direkter ins Stadtzentrum Brooklyns. Durchgängige Züge nach Coney Island wurden beibehalten, um Erholungsuchenden aus der Bronx eine Verbindung zur Küste mit nur einem Umstieg anzubieten.
Im Bahnhof Prospect Park besteht Übergang zur BMT Brighton Line. Im Bereich dieses Bahnhofs geschah im Jahr 1918 der U-Bahn-Unfall von Malbone Street. Am anderen Ende kappte die BRT 1920 die Gleisverbindung zur damaligen Hochbahn BRT Fulton Street Line.
Die Eröffnung der „Culver-Rampe“ im Jahr 1954 entzog der Strecke die meisten Fahrgäste, weil fortan die Fahrgäste aus der Bronx direkt zur Küste fahren konnten. Seit 1963 ist die Strecke auf eine Kurzlinie reduziert.
Die Strecke wird eingleisig betrieben mit einem langen zweigleisigen Begegnungsabschnitt im Südteil. Sie hat vier Bahnhöfe. Ein ehemals fünfter Bahnhof, Dean Street, wurde 1995 nach jahrzehntelangem Verfall geschlossen und nicht gemeinsam mit der übrigen Strecke von 1998 bis 1999 saniert, sondern restlos zurückgebaut. Der Bahnhof Consumers Park, benannt nach einer benachbarten Brauerei mit Biergarten, wurde zunächst in Botanic Garden umbenannt, dann 1928 an der alten Position geschlossen und durch den zugleich neu eröffneten heutigen Umsteigebahnhof Franklin Avenue/Botanic Garden ersetzt.
| Linie auf der BMT Franklin Avenue Line | Linie auf der BMT Franklin Avenue Line | Linie auf der BMT Franklin Avenue Line |
| Linie                                  | Bedienung                              | Nutzung der Strecke                    |
| -------------------------------------- | -------------------------------------- | -------------------------------------- |
|                                        | Kurzlinie                              | ganze Länge                            |

### BMT Jamaica Line

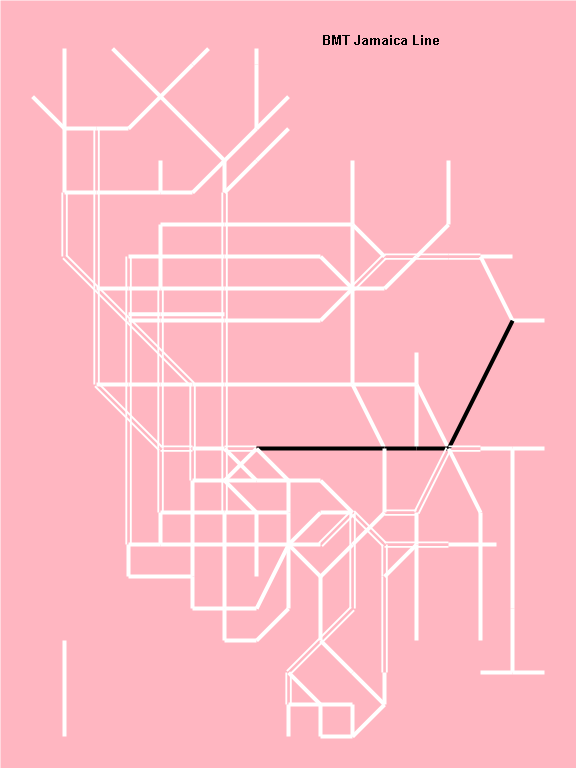
BMT Jamaica Line

Die BMT Jamaica Line ist eine Hauptstrecke der New York City Subway in Brooklyn und Queens. Sie schließt in Williamsburg als Hochbahn an die Williamsburg Bridge an und endet in Jamaica.
Noch auf der Manhattan-Seite der Williamsburg Bridge liegt der U-Bahnhof Essex Street, der an die BMT Nassau Street Line nach Lower Manhattan und die Chrystie Street Connection nach Midtown Manhattan angebunden ist.
Hinter dem Hochbahnhof Myrtle Avenue in Bedford–Stuyvesant und Bushwick zweigt die BMT Myrtle Avenue Line ab.
Betrieblicher Mittelpunkt der Strecke in Brooklyn ist der Bahnhofskomplex Broadway Junction in East New York, den BMT Jamaica Line und die BMT Canarsie Line als Hochbahnen auf zwei Ebenen anfahren. Dort sind Trassenabschnitte und ungenutzte Tragwerke stillgelegter klassischer Hochbahnen sichtbar, die auf mehreren Ebenen mit den aktiven Streckengleisen sowie den Zufahrten zum angrenzenden Betriebshof East New York Yard zusammenwirken. Der U-Bahnhof der IND Fulton Street Line bildet den unterirdischen Teil des Stationskomplexes. Es besteht Übergang zum Bahnhof East New York der Long Island Rail Road an der LIRR Atlantic Branch.
Der Endabschnitt der Hochbahnstrecke im Verlauf der Jamaica Avenue wurde ab 1977 schrittweise stillgelegt und der Verkehr 1988 auf die neu gebaute unterirdische BMT Archer Avenue Line geleitet. Zunächst wurde 1977 Queens Boulevard bis 168th Street stillgelegt. Ab 1985 wurde für den Bau der Tunnelrampe die Hochbahn zwischen 128. und 131. Straße beseitigt, so dass 121th Street in Richmond Hill bis 1988 vorübergehend Endstation war.
Die BMT Jamaica Line hat im Westteil von den Hochbahnhöfen Marcy Avenue bis Broadway Junction drei Gleise und verläuft dort geradlinig entlang dem Brooklyner Broadway. Die übrigen Abschnitte sind zweigleisig. Um die Anbindung der weiter außerhalb liegenden Bereiche an Manhattan zu beschleunigen, gibt es auf dem zweigleisigen Teil im Berufsverkehr einen Skip-stop-Betrieb und auf dem dreigleisigen Teil Expressbetrieb in Lastrichtung. Alle Linien auf der Strecke bedienen so im Berufsverkehr voneinander abweichende Halte, die sich zudem im Tagesgang ändern.
| Linien auf der BMT Jamaica Line | Linien auf der BMT Jamaica Line | Linien auf der BMT Jamaica Line |
| Linie                           | Bedienung | Nutzung der Strecke             |
| ------------------------------- | --- | ------------------------------- |
|                                 | Express in Lastrichtung zwischen Manhattan und Myrtle Avenue, im Berufsverkehr in Lastrichtung Skip-stop mit Linie Z. Local in den Schwachverkehrszeiten und nachts. | ganze Länge                     |
|                                 | Fährt nur im Berufsverkehr, dabei in Lastrichtung Skip-stop mit Linie J, Express in Lastrichtung zwischen Manhattan und Myrtle Avenue                                | ganze Länge                     |
|                                 | Local, nicht nachts | bis Myrtle Avenue               |

### BMT Myrtle Avenue Line

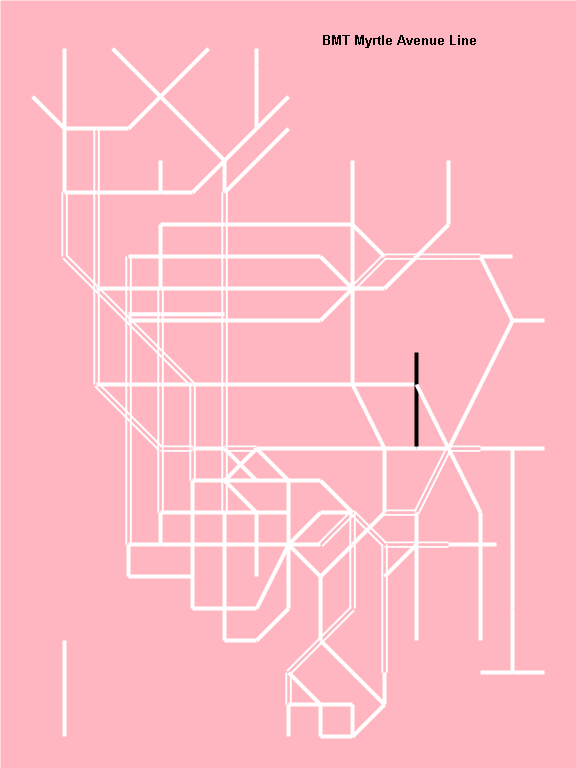
BMT Myrtle Avenue Line

Die BMT Myrtle Avenue Line ist eine Zweigstrecke der New York City Subway in Brooklyn und Queens. Sie entstand aus einer ebenerdigen Eisenbahnstrecke, die entlang der Myrtle Avenue von der Adams Street in Downtown Brooklyn bis zum Brooklyner Broadway verlief und in den Jahren 1888 und 1889 zu einer Hochbahn ausgebaut wurde. Im Rahmen der Doppelverträge erweiterte die BRT die Hochbahnstrecke 1915 bis zur heutigen Endstation Middle Village–Metropolitan Avenue im Stadtbezirk Queens. Dabei ertüchtigte sie nur den Nordabschnitt vom Turmbahnhof Myrtle Avenue–Broadway bis Metropolitan Avenue für die schwereren U-Bahn-Wagen. Der Südabschnitt bis Downtown Brooklyn blieb eine Hochbahn alter Bauweise, wurde noch bis 1969 ausschließlich mit den leichteren Hochbahnwagen befahren und danach abgerissen.
Der Endbahnhof der Hochbahn in Downtown Brooklyn ab 1888 war Jay Street. Im Rahmen der „Brooklyn Loop Lines“ wurde die U-Bahn-Strecke BMT Fourth Avenue Line 1915 unter der neu angelegten Hauptstraße Flatbush Avenue Extension zur Manhattan Bridge eröffnet, aber die bestehende Myrtle Avenue Line erhielt dort keine neue Umsteigestation. Bis 1937 gab es durchgehende Fahrten über die Brooklyn Bridge bis Park Row in Manhattan, 1944 wurde die Strecke wieder nach Bridge Street–Jay Street zurückgezogen mit Umsteigemöglichkeit zur Independent Subway.
Der Turmbahnhof Myrtle Avenue–Broadway im Stadtteil Bushwick bot Umsteigemöglichkeit zwischen der BMT Jamaica Line auf der unteren und der BMT Myrtle Avenue Line auf der oberen Ebene. War in der Ära der klassischen Hochbahnen für die Fahrgäste immer ein Wechsel zwischen den Bahnsteigebenen erforderlich, baute die BRT im Rahmen der Doppelverträge eine bis heute genutzte Ausfädelung aus der BMT Jamaica Line in die BMT Myrtle Avenue Line, die den seit 1969 stillgelegten Bahnsteig der oberen Ebene umgeht und direkte Zugfahrten von und nach Manhattan ermöglicht.
Ein zweiter Umsteigebahnhof für Fahrgäste von und nach Manhattan ist Myrtle–Wyckoff Avenues mit der BMT Canarsie Line in Bushwick und Ridgewood. Der nördliche Streckenabschnitt im Bereich der Stadtviertel Glendale und Middle Village bedient dünner besiedelte Gebiete im Bereich der Long-Island-Endmoräne aus der Wisconsin-Eiszeit sowie mehrere große Parkfriedhöfe, die nach Verabschiedung des Rural Cemetery Act ab dem Jahr 1847 dort an der Grenze von Queens County und Kings County angelegt wurden. Diese nördliche Teilstrecke wurde für das Doppelsystem als die Lutheran Cemetery Line geplant.
Die Myrtle Avenue Line wird in den Nachtstunden als Myrtle-Avenue-Shuttle betrieben.
| Linie auf der BMT Myrtle Avenue Line | Linie auf der BMT Myrtle Avenue Line | Linie auf der BMT Myrtle Avenue Line |
| Linie                                | Bedienung                            | Nutzung der Strecke                  |
| ------------------------------------ | ------------------------------------ | ------------------------------------ |
|                                      | Local                                | ganze Länge                          |

### BMT Nassau Street Line

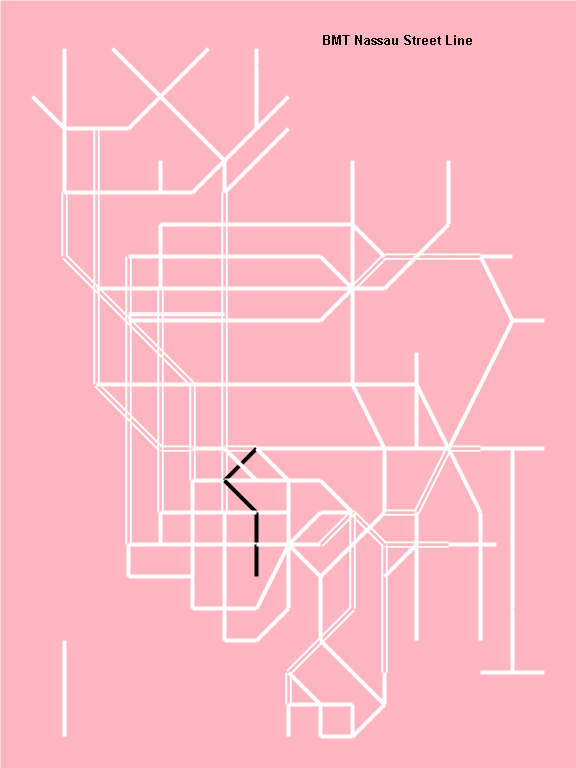
BMT Nassau Street Line (stilisiert)

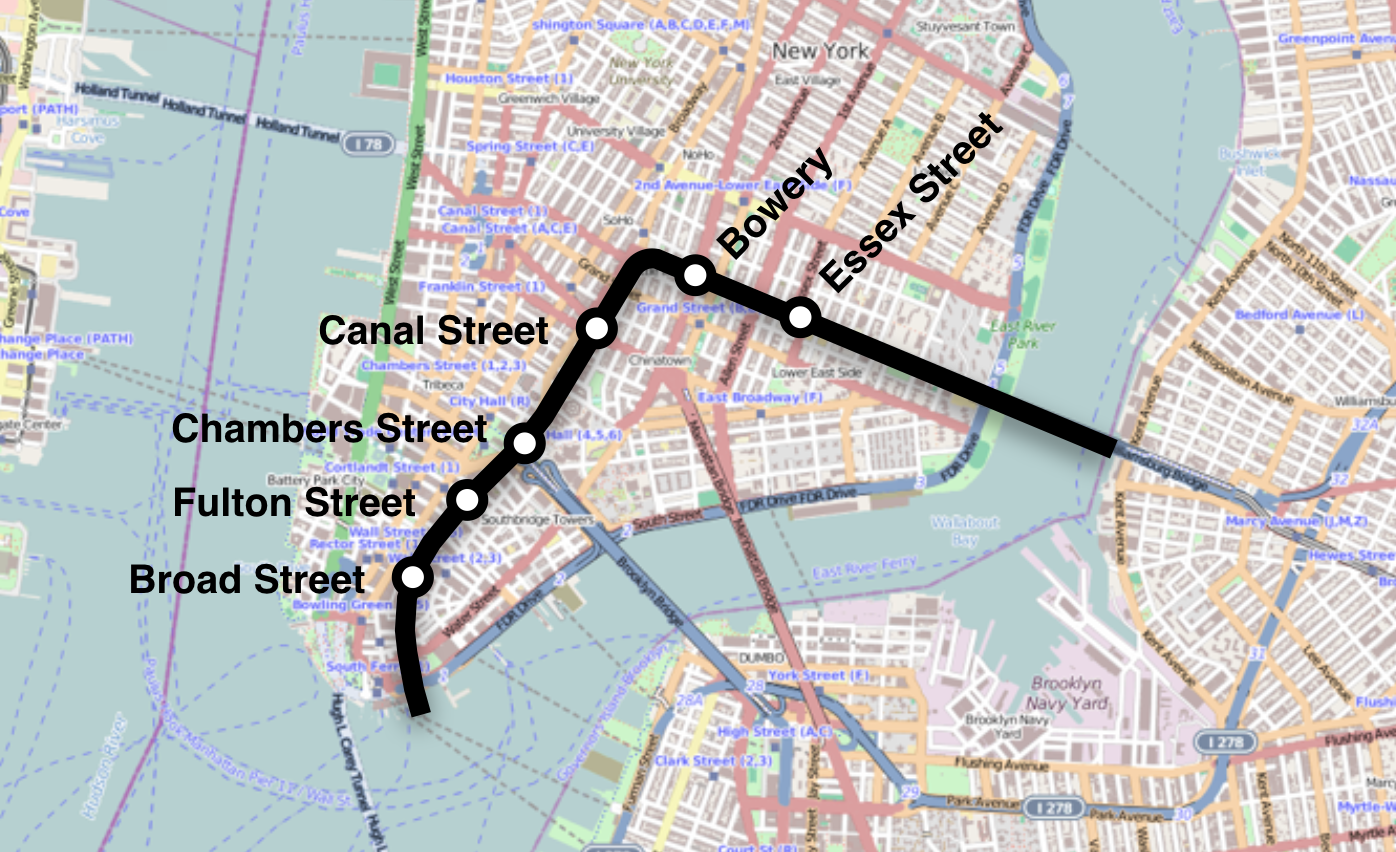
Nassau Street Line (geografisch)

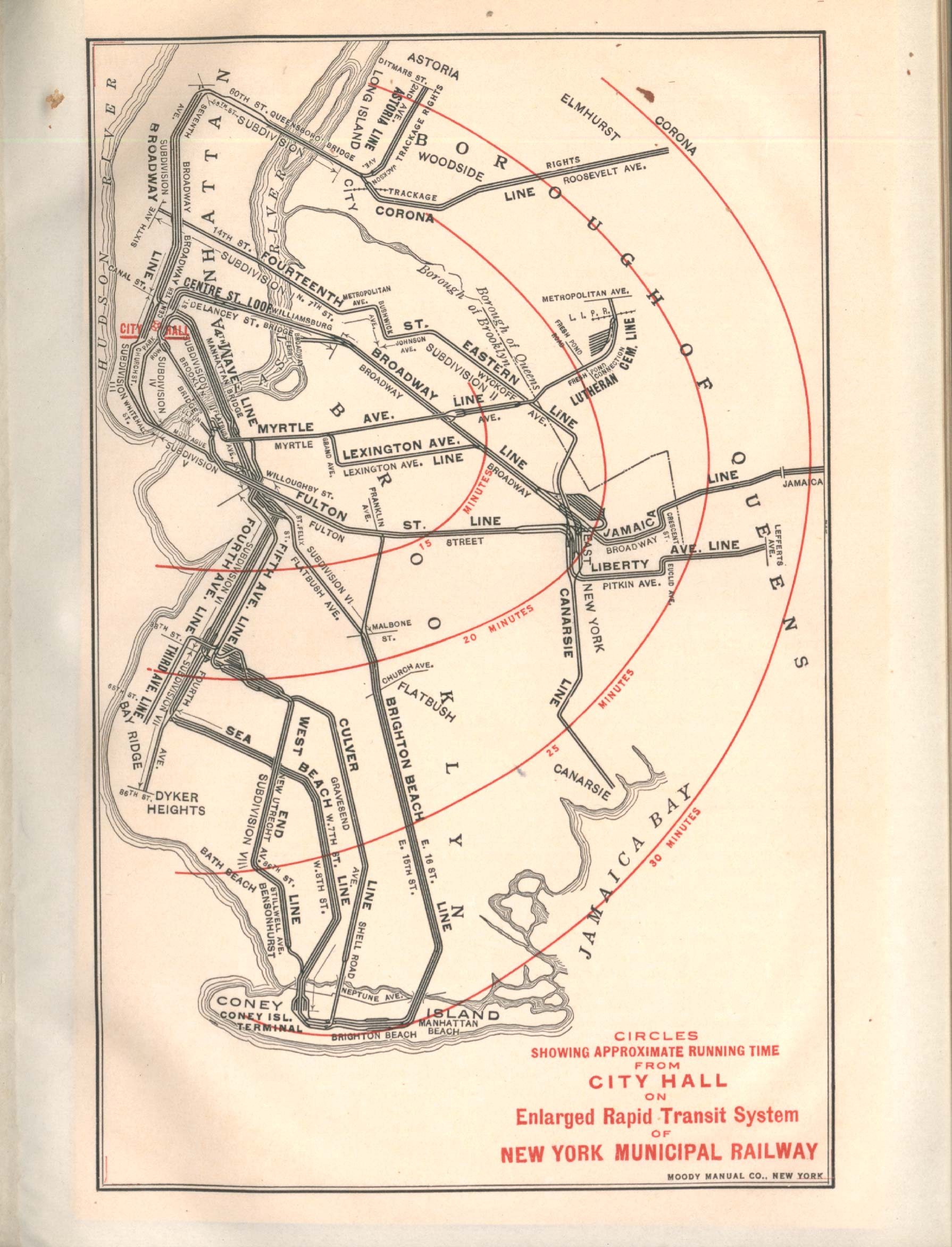
Geplantes Gleisnetz der BRT skizziert 1914, „Centre Street Loop“ als Teil der „Brooklyn Loop Lines“

Die BMT Nassau Street Line ist eine Stammstrecke der New York City Subway in Manhattan. Ihre Kennfarbe seit 1979 ist Braun. Sie ist im Zusammenhang mit die Stadtbezirke Brooklyn und Manhattan verbindenden Strecken über die Williamsburg Bridge, die Manhattan Bridge und die Brooklyn Bridge zu betrachten. Die Brooklyner Verkehrsinteressen wünschten sich schleifenförmige Verbindungen von und zu verschiedenen Stadtteilen Brooklyns durch Lower Manhattan, ein Konzept, das als „Brooklyn Loop Lines“ u. ä. verfolgt wurde. Teile der späteren Nassau Street Line wurden von der Rapid Transit Commission als die „Centre Street Loop Subway“ geplant.
Den ältesten Bahnhof der späteren Nassau Street Line eröffnete die Stadt New York 1908 auf der Lower East Side am Fuß der Williamsburg Bridge: Manhattan Terminal oder Delancey Street diente als gemeinsamer unterirdischer Hochbahn- und Straßenbahn-Endpunkt von Linien, die aus Brooklyn den East River überquerten, und wurde 1915 in Essex Street umbenannt. Die Nassau Street Line wurde 1913 zum Bahnhof Chambers Street verlängert, der beim 1909 begonnenen Bau des Manhattan Municipal Buildings in den Untergeschossen entstand. Chambers Street ist dabei nur durch eine Seitenwand von dem ein Jahrzehnt älteren Bahnhof Brooklyn Bridge–City Hall der IRT Lexington Avenue Line getrennt, der unter der öffentlichen Straße namens Centre Street zwischen dem Municipal Building und dem New Yorker Rathaus liegt. Eine Verbindung hinauf zur Brooklyn Bridge wurde gebaut, aber nicht fertig gestellt. Die südlichen zwei Gleise der Manhattan Bridge mündeten von Juni 1915 bis November 1967 in die Station Chambers Street.
Das Schleifenkonzept wurde spät – mit Blick auf die städtebauliche Entwicklung zu spät – als U-Bahn umgesetzt. Es gab geologische Hindernisse beim Bau, und Unwägbarkeiten der New Yorker Politik hatten die Planungen der Brooklyner ausgebremst. New Yorks Mayor Hylan profilierte sich als erbitterter Gegner der privaten BRT und trieb in den 1920er Jahren seine eigenen Ideen zur Zukunft des U-Bahn-Netzes in öffentlicher Hand voran. Erst ab 1931 konnten, ausgehend vom überlasteten Brooklyner Knotenbahnhof DeKalb Avenue, Züge über die Williamsburg Bridge, die Nassau Street Line und den Montague-Street-Tunnel, oder andersherum, ohne Fahrtrichtungswechsel durch Lower Manhattan zurück nach DeKalb Avenue fahren. Zu der Zeit befanden sich die Vereinigten Staaten in der Great Depression. Nach dem Zweiten Weltkrieg fiel Lower Manhattan in der Bedeutung als Geschäftszentrum in Sachen Investitionstätigkeit und städtebaulicher Entwicklung gegenüber Midtown Manhattan zurück.
Die ursprüngliche BMT Nassau Street Line, die auf dem Weg zum Financial District benachteiligte Gegenden der Lower East Side bediente, verlor im gleichen Maße an Bedeutung, wie die verkehrlich günstiger gelegenen parallelen Strecken der IRT, die BMT Broadway Line und die moderneren der IND die Fahrgäste anzogen. Die BMT Canarsie Line, die als weitgehender Neubau im Rahmen der Doppelverträge in Brooklyn an existierende Hochbahnstrecken angeschlossen wurde und in Manhattan eine Querverbindung entlang der 14. Straße mit vielen Umsteigemöglichkeiten schuf, war zwar ebenso von den Verzögerungen unter Hylan betroffen gewesen, aber erwies sich nach ihrer 1924 bis 1931 vollzogenen Eröffnung als dauerhaft attraktiv. Die mit dem Schleifenkonzept entstandenen umsteigefreien Verbindungen zwischen verschiedenen Stadtteilen Brooklyns mit einem Umweg durch Manhattan waren weniger beliebt. Bevölkerungsrückgang und Stadtverfall im nördlichen Brooklyn schwächten in den 1960er Jahren die Nachfrage erheblich. Die Anfang des Jahrhunderts für die damals großen Fahrgastzahlen konzipierten Bahnhöfe verfielen.
Westlich des Bahnhofs Essex Street wurde 1967 die IND Sixth Avenue Line über die Chrystie Street Connection an die Williamsburg Bridge angebunden. Die Eröffnung der neuen Verbindungen zwischen den früheren Teilnetzen der BMT und der IND war Anlass für eine große Liniennetzreform und die weitere organisatorische Zusammenführung der früheren BMT und der IND zur Division B. Zwar mussten spätestens in den 1970er Jahren viele der Verbesserungen und neuen Linienwege aufgrund sinkender Fahrgastzahlen und der schweren Haushaltskrise New Yorks zurückgenommen werden, aber die Verbindung blieb zwischenzeitlich für Dienstfahrten bestehen und wird seit 2010 regulär von der Linie M wieder befahren.
Bei den Umbauten für die Chrystie Street Connection wurden im November 1967 die 1915 eröffneten südlichen Gleise der Manhattan Bridge mit den Expressgleisen der BMT Broadway Line verbunden, die zuvor mit den nördlichen Brückengleisen verbunden waren. Die Stumpfgleise der seither ungenutzten Verbindungskurve wurden dann von Chambers Street aus zum Abstellen von Zügen genutzt.
Die Metropolitan Transportation Authority baute die Strecke und die verfallenden viergleisigen Bahnhöfe der Nassau Street Line in den 2000er Jahren auf Zweigleisigkeit zurück. Auf den zwei östlichen bzw. südlichen Gleisen finden seit September 2004 keine Fahrgastfahrten mehr statt, so dass die betreffenden Bahnhofshälften geschlossen werden konnten und nur die verbliebenen zwei westlichen bzw. nördlichen Gleise und deren Bahnhofshälften renoviert wurden. Das ehemals östlichste Streckengleis wurde allein für Betriebsfahrten beibehalten, das zweitöstlichste ist gesperrt und teilweise abgebaut. Die früher für die „Brooklyn Loop Lines“ bedeutsame Verbindung zum Montague-Street-Tunnel der BMT Broadway Line unter dem East River südlich des Bahnhofs Broad Street wird nicht mehr im Linienbetrieb befahren.
| Linien auf der BMT Nassau Street Line | Linien auf der BMT Nassau Street Line | Linien auf der BMT Nassau Street Line |
| Linie                                 | Bedienung                             | Nutzung der Strecke                   |
| ------------------------------------- | ------------------------------------- | ------------------------------------- |
|                                       | Local                                 | ganze Länge                           |
|                                       | Local, nur zur Hauptverkehrszeit      | ganze Länge                           |
|                                       | Local                                 | nur Bereich Essex Street              |

### BMT Sea Beach Line

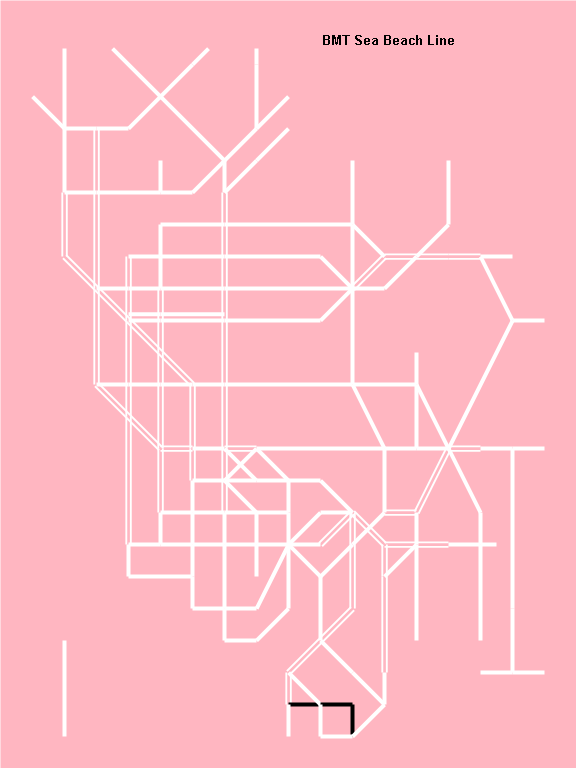
BMT Sea Beach Line

Die BMT Sea Beach Line ist eine Zweigstrecke der New York City Subway in Brooklyn. Sie zweigt von der BMT Fourth Avenue Line südlich des U-Bahnhofs 59th Street in Sunset Park ab, durchquert die Stadtteile Gravesend und Bensonhurst und endet in Coney Island.
Die Strecke verläuft auf ganzer Länge in einem offenen Einschnitt. Im nördlichen Teil liegt sie dabei neben den Gleisen der Güterzugstrecke LIRR Bay Ridge Branch. Sie hat zwei äußere Gleise, die von den U-Bahnen befahren werden, und zwei mittlere Gleise, in deren Verlauf es keine Bahnsteige gibt. Diese wurden zuletzt im April 1968 im Berufsverkehr von der kurzlebigen Super-Expresslinie NX befahren. Nach Ende des Betriebs der Linie NX verfielen die Expressgleise. Sie wurden Ende der 1990er Jahre teilweise saniert. Die U-Bahn-Zentralwerkstatt Coney Island Complex liegt südlich der Station 86th Street, für ihre Betriebs- und Probefahrten sind zwei Expressgleise bis zum U-Bahnhof Kings Highway nutzbar, nördlich davon eines.
Angelegt wurde die Trasse von der Gesellschaft New York and Sea Beach Railroad in den damaligen Kleinstädten New Utrecht und Gravesend vor der Stadtgrenze Brooklyns. Sie ging 1877 als dampfbetriebene Ausflugsbahn in Betrieb und stellte keine Eisenbahnverbindung nach Brooklyn her, sondern begann an einem Fähranlager in Bay Ridge am Ufer der Upper New York Bay. Ihr erster Endpunkt war der Bahnhof Bath Junction im Bereich der heutigen U-Bahnhöfe 62nd Street und New Utrecht Avenue. Sie erreichte im Jahr 1879 ihren eigenen Endbahnhof in Coney Island, der nicht mit dem heutigen großen U-Bahn-Endbahnhof Coney Island–Stillwell Avenue identisch ist.
Die Strecke rentierte sich nicht, die Anlagen gingen 1896 in der neuen Gesellschaft Sea Beach Railway auf, die im Folgejahr von der Brooklyn Rapid Transit Company gekauft wurde. Die BRT elektrifizierte die Strecke mit Straßenbahn-Fahrleitung und schloss sie 1905 an die Fifth Avenue Line ihres Hochbahnnetzes und an die West End Line an. Hochbahnzüge fuhren von Park Row in Manhattan via Bath Junction nach Coney Island nur über den Ostteil der Strecke, der Westteil von Bath Junction bis zur Fähre wurde als Straßenbahn belassen.
Im Vorgriff auf den 1908 beschlossenen Triborough-Plan ließ die Stadt New York den Innenstadtteil der BRT Fourth Avenue Line als neue U-Bahnstrecke für Brooklyn planen. Die auf diese Weise bereits verwirklichten Bestandteile wurden in die Doppelverträge von 1913 überführt und umgeplant. Die BRT baute die Sea Beach Line oberirdisch viergleisig aus. Für den Anschluss an die Fourth Avenue Line wurde sie auf U-Bahn-Betrieb umgestellt. Der restliche kurze Streckenabschnitt bis zur Fähre wurde von Güterzügen genutzt und beim Bau des Gowanus Expressway aufgegeben.
| Linien auf der BMT Sea Beach Line | Linien auf der BMT Sea Beach Line        | Linien auf der BMT Sea Beach Line   |
| Linie                             | Bedienung                                | Nutzung der Strecke                 |
| --------------------------------- | ---------------------------------------- | ----------------------------------- |
|                                   | Local                                    | ganze Länge                         |
|                                   | Local, einzelne Fahrten im Berufsverkehr | ganze Länge oder ab/bis 86th Street |

### BMT West End Line

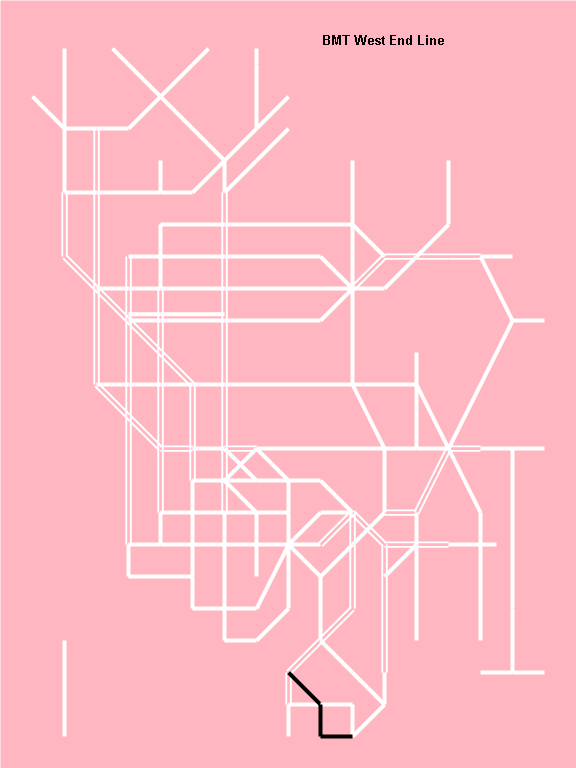
BMT West End Line (stilisiert)

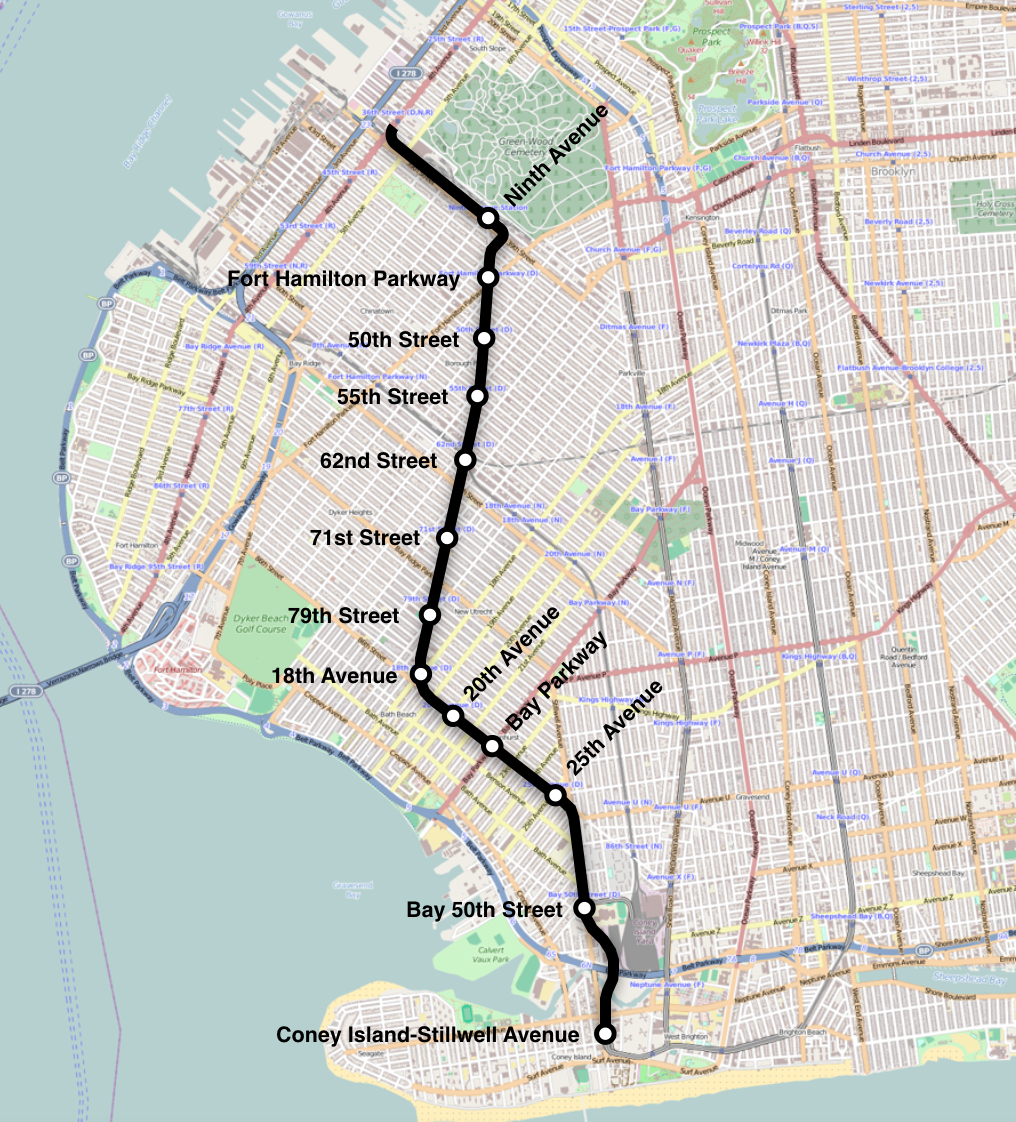
BMT West End Line (geografisch)

Die BMT West End Line ist eine Zweigstrecke der New York City Subway in Brooklyn. Sie bedient die Stadtviertel Sunset Park, Borough Park, New Utrecht, Bensonhurst, Bath Beach und Coney Island.
Die Strecke fädelt südlich der Station 36th Street aus der BMT Fourth Avenue Line aus und verläuft durch den Geländeeinschnitt 38th Street Cut bis zur oberen Ebene des Bahnhofs Ninth Avenue. Dort geht sie in die als New Utrecht Avenue Line bezeichnete Hochbahnstrecke im Verlauf der Hauptstraße New Utrecht Avenue über. Im weiteren Verlauf verlässt sie diese Hauptstraße und führt zum Endbahnhof Coney Island–Stillwell Avenue.
Die Ursprünge der West End Line lassen sich bis ins Jahr 1864 zurückverfolgen. Sie war damals eine Dampfeisenbahn unter dem Namen Brooklyn, Bath und Coney Island Railroad. Sie verkehrte zwischen der 25. Straße und der 5. Avenue in der als South Brooklyn bekannten Gegend, und Bath Junction an der 65. Straße und der New Utrecht Avenue. Im Jahr 1867 erreichte sie Coney Island. Sie war die erste Dampfeisenbahn, die den Atlantischen Ozean an dieser Stelle erreichte. Im Jahr 1885 wurde eine Zweigstrecke hinzugefügt, die an der Upper New York Bay auf Höhe der 39. Straße eine Fähre erreichte und so eine Verbindung nach Manhattan herstellte. Die heutige West End Line oder New Utrecht Avenue Line war eine Straßenbahnlinie, die auf der New Utrecht Avenue und anderen Straßen zwischen Coney Island und Sunset Park verkehrte. Diese Strecke wurde ursprünglich von Dampfeisenbahnen befahren und später mit Oberleitung ausgerüstet.
Der für die Eisenbahn existierende 38th Street Cut wurde im Rahmen der Doppelverträge von 1913 für die Nutzung durch die U-Bahn verbreitert und die Gleisanlagen umgebaut. Im Bereich des dabei neu gebauten U-Bahnhofs Ninth Avenue existierten bereits Stationen der klassischen Hochbahnstrecke BRT Fifth Avenue Line und der an der Straßenoberfläche geführten Culver Line. Beim Neubau wurde eine obere Bahnsteigebene als Verbindung der Gleise von der Fourth Avenue Line mit der West End Line angelegt. Eine untere Bahnsteigebene verband die Fifth Avenue Line mit der zunächst weiterhin ebenerdigen, später auf eine neue Hochbahn verlegten Culver Line. Der Bahnhof wurde 1916 eröffnet und wurde nach der 1931 erfolgten Vervollständigung der BMT Nassau Street Line in Manhattan von einer großen Zahl von Fahrgästen genutzt, die zwischen U-Bahnen und Hochbahnzügen auf den verschiedenen Strecken umstiegen. Mit der Stilllegung der Fifth Avenue Linie im Jahr 1940 begann die Bedeutung von Ninth Avenue zu fallen. Die Eröffnung der „Culver-Rampe“ im Jahr 1954 schuf die IND Culver Line als neue Direktverbindung zwischen dem Südteil der bisherigen BMT Culver Line und der IND South Brooklyn Line, was die Fahrgastzahlen an der Ninth Avenue weiter verringerte. Es verblieb ab 1959 ein letzter Restbetrieb auf dem Culver-Shuttle, der 1975 endete. Seitdem ist die untere Bahnsteigebene nicht mehr für Fahrgäste zugänglich.
Bis heute existieren in dem breiten Einschnitt neben den Rampenbauwerken und aktiven U-Bahn-Gleisen der BMT West End Line mehrere Betriebsgleise zum U-Bahn-Betriebshof 36th–38th Street Yard, der nördlich zwischen dem Einschnitt und dem Green-Wood Cemetery angrenzt, sowie Gleise der South Brooklyn Railway zur städtischen Hafenbahn an der Upper New York Bay. Entlang der BMT West End Line gibt es ein mittig angeordnetes Expressgleis, aber keinen planmäßigen Expressbetrieb.
| Linie auf der BMT West End Line | Linie auf der BMT West End Line | Linie auf der BMT West End Line |
| Linie                           | Bedienung                       | Nutzung der Strecke             |
| ------------------------------- | ------------------------------- | ------------------------------- |
|                                 | Local                           | ganze Länge                     |

## Strecken der Division B2

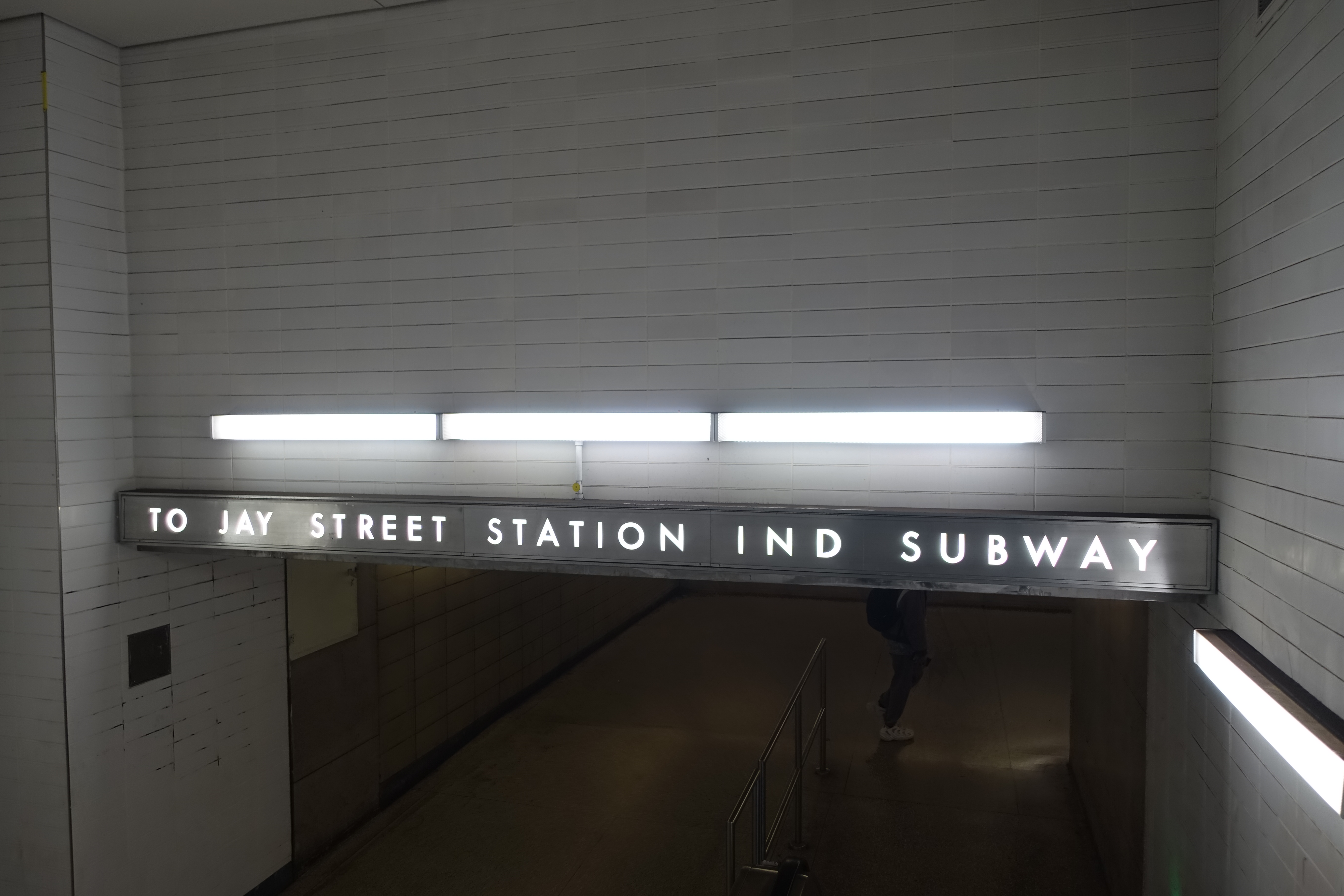
Wegweiser zu einem Bahnhof der ehemaligen Independent Subway in Brooklyn

### IND Concourse Line

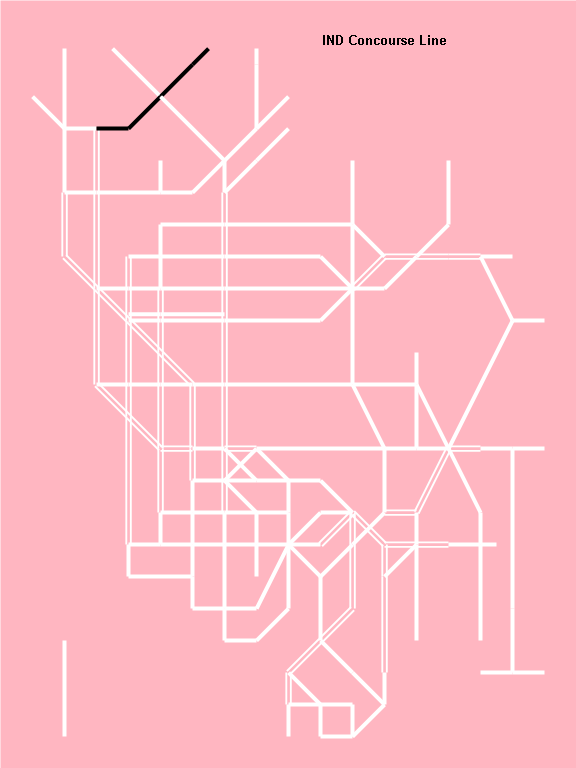
IND Concourse Line

Die IND Concourse Line ist eine Zweigstrecke der New York City Subway in der Bronx. Sie ist die einzige Strecke der Division B im Stadtbezirk The Bronx. Sie wurde am 1. Juli 1933 eröffnet, verläuft vollständig unterirdisch und folgt im Wesentlichen der Hauptstraße Grand Boulevard and Concourse. Sie wurde auf ganzer Länge nur wenige Häuserblocks von der vornehmlich als Hochbahn verlaufenden, älteren IRT Jerome Avenue Line entfernt gebaut.
Im großen doppelstöckigen U-Bahnhof 145th Street zweigt die IND Concourse Line kreuzungsfrei von der IND Eighth Avenue Line ab. Hinter der vorletzten Station Bedford Park Boulevard führt eine kurze Betriebsstrecke zum Betriebshof Concourse Yard. Der Endbahnhof heißt Norwood–205 Street.
Die Concourse Line wurde dreigleisig errichtet und die Stationen beim Bau für einen späteren viergleisigen Ausbau vorbereitet. Auch ein Weiterbau ostwärts über Norwood–205 Street hinaus war vorgesehen und hätte so die östlichen und nördlichen Teile der Bronx an die auf der Westseite Manhattans verlaufende IND Eighth Avenue Line angebunden. Das mittlere Gleis dient als Expressgleis in Lastrichtung: Morgens in Richtung Manhattan, nachmittags und abends in die Bronx.
Bedingt durch das hügelige Terrain verläuft die U-Bahn-Strecke stellenweise unterhalb des Grand Concourse, aber oberhalb der kreuzenden Querstraßen. Von der U-Bahn aus ist dies nicht wahrnehmbar, da die Streckentunnel im Bereich der Brücken nicht für Tageslicht geöffnet wurden. Die Stationen dort haben Zugänge sowohl von oben als auch von unten. An der 167. Straße gab es eine bis 1948 von Straßenbahnen und danach von Bussen angefahre Station im unten querenden Straßentunnel, von der aus Treppen die umsteigenden Fahrgäste nach oben in die Verteilerebene der U-Bahn leiteten.
| Linien auf der IND Concourse Line | Linien auf der IND Concourse Line               | Linien auf der IND Concourse Line |
| Linie                             | Bedienung                                       | Nutzung der Strecke               |
| --------------------------------- | ----------------------------------------------- | --------------------------------- |
|                                   | Local, nur im Berufsverkehr und tagsüber        | bis Bedford Park Boulevard        |
|                                   | Local, im Berufsverkehr Express in Lastrichtung | ganze Länge                       |

### IND Crosstown Line

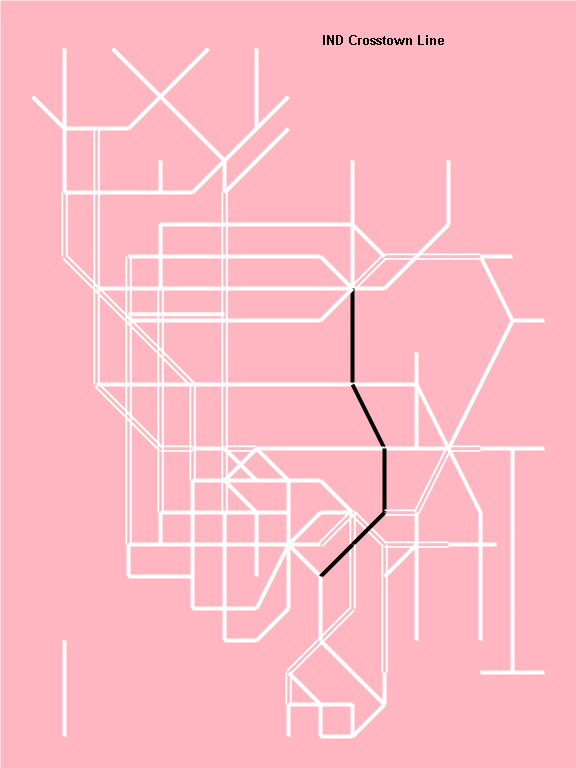
IND Crosstown Line

Die IND Crosstown Line oder IND Brooklyn–Queens Crosstown Line ist eine Stammstrecke der New York City Subway in Brooklyn und Queens. Sie ist die einzige Stammstrecke, die nicht durch Manhattan führt. Sie wurde seit 1922 geplant, Teilabschnitte wurden 1933 und 1937 eröffnet. Sie wird auf ganzer Länge allein von der Linie G befahren, ihre Kennfarbe seit 1979 ist Hellgrün.
Die IND Crosstown Line stellt eine Verbindung zwischen zentralen Verkehrsknoten der beiden Stadtbezirke östlich des East River her: Hoyt–Schermerhorn Streets im Bereich Atlantic Avenue und Flatbush Avenue in Downtown Brooklyn sowie Court Square–23rd Street im Bereich Queens Plaza in Long Island City.
Die Strecke ist 7,1 Meilen (11,42 Kilometer) lang, hat 13 Stationen und verläuft zur Gänze unterirdisch. Sie ist, mit Ausnahme weniger Betriebsgleise, zweigleisig. Sie unterquert den Newtown Creek im 1460 Meter langen Tunnel Greenpoint Tubes. In Brooklyn geht sie in die Local-Gleise der IND Culver Line über, in Queens in die Local-Gleise der IND Queens Boulevard Line. Sie unterquert die Streckenverläufe der älteren BMT Jamaica Line und BMT Canarsie Line.
Die Leit- und Sicherungstechnik wurde ab 2023 durch ein Konsortium aus Thales (ab 2024 Hitachi Rail) und TC Electric erneuert und mit Communication-Based Train Control der Marke SelTrac und Funkstandard 5G ausgestattet.
| Linie auf der IND Crosstown Line | Linie auf der IND Crosstown Line | Linie auf der IND Crosstown Line |
| Linie                            | Bedienung                        | Nutzung der Strecke              |
| -------------------------------- | -------------------------------- | -------------------------------- |
|                                  | Local                            | ganze Länge                      |

### IND Eighth Avenue Line

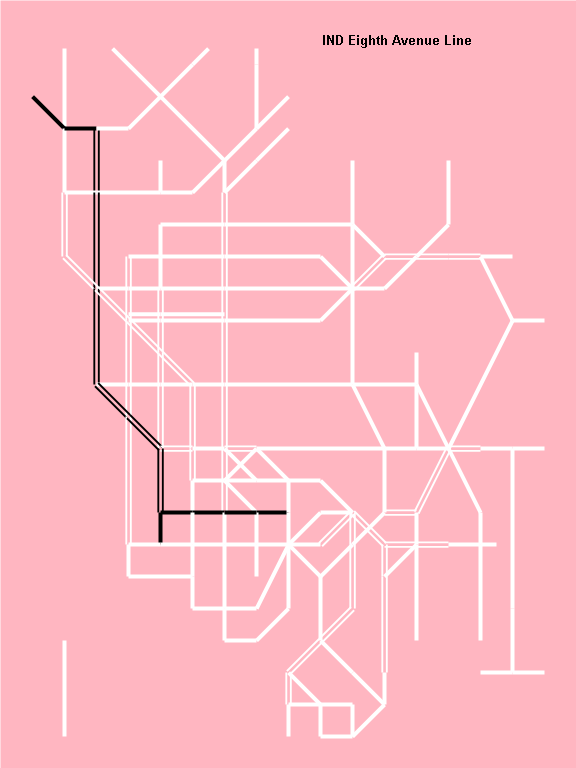
IND Eighth Avenue Line (stilisiert)

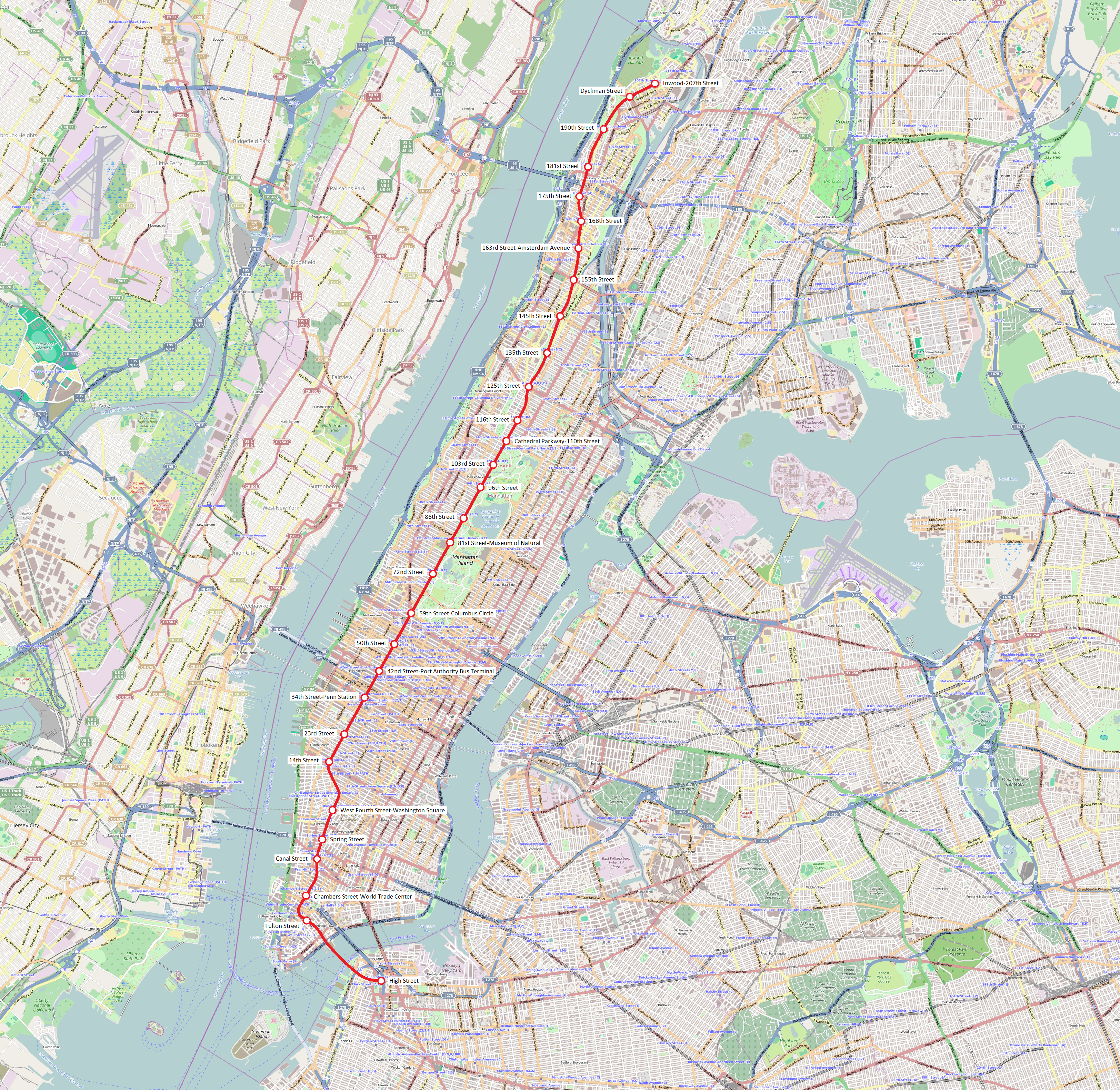
IND Eighth Avenue Line (rot markiert auf geografischer Karte)

Die IND Eighth Avenue Line ist eine Stammstrecke der New York City Subway in Manhattan und Brooklyn. Die fertiggestellte Strecke war die erste des städtischen Independent Subway System, das in der Anfangszeit insgesamt als Eighth Avenue Subway bekannt war. Sie wurde, in Abgrenzung zu anderen Planungsvarianten, als die 8th Avenue–Washington Heights Line konzipiert:76 und in Manhattan entlang der Eighth Avenue nach Washington Heights gebaut. Das New York City Board of Transportation eröffnete die Strecke am 10. September 1932. Sie führte vom Bahnhof Chambers Street–Hudson Terminal (heute Chambers Street–World Trade Center) bis zum Bahnhof 207th Street (heute Inwood–207th Street). Ihre Kennfarbe seit 1979 ist Blau.
Die IND Eighth Avenue Line ersetzte zusammen mit ihrer in die Bronx führenden Zweigstrecke, der 1933 eröffneten IND Concourse Line, die Hochbahnstrecke IRT Ninth Avenue Line, die am 12. Juni 1940 mit Ausnahme des Polo-Grounds-Shuttle gesamthaft stillgelegt wurde. Am selben Tag übernahm die Stadt den Betrieb aller Strecken der ehemaligen IRT unter dem Dach des New York City Board of Transportation. Zwei Wochen zuvor hatte das Board of Transportation bereits die Strecken der ehemaligen BMT übernommen.
Die Eighth Avenue Line war auf dem technisch neuesten Stand, alle Abzweigungen waren kreuzungsfrei angelegt, was zusammen mit einem leistungsfähigen Signalsystem eine zuverlässige Beförderung garantieren sollte. Auch die großzügigen Bahnsteige und Zugangspassagen sollten Gedränge verhindern und die parallel verlaufende IRT Broadway – Seventh Avenue Line und die noch ältere Hochbahn übertrumpfen.
Die Strecke ist von Chambers Street–World Trade Center bis 168th Street durchweg viergleisig angelegt, abschnittweise mit Betriebsgleisen und im Bereich von Verzweigungsbahnhöfen noch mehr. Expresszüge halten entlang der kompletten Westseite des Central Park nicht, dieser Abschnitt zwischen der 59. Straße und der 125. Straße ist aufgrund der geringen Straßenbreite der Central Park West zum Teil als doppelstöckiger Tunnel angelegt. Nördlich des U-Bahnhofs 168th Street wurde beim Bau eine Verbindung der Local-Gleise zur zeitgleich entstandenen George Washington Bridge über den Hudson River nach Fort Lee (New Jersey) vorbereitet, aber dann zugunsten der späteren Fernschnellstraße Interstate 95 verworfen.:165–167 Die unterirdisch als Zuführung zur Brücke vorbereiteten Gleise dienen der dort wendenden Linie C als Abstellbahnhof 174th Street Yard.
Südlich des 1932 eingeweihten Endbahnhofs Chambers Street–Hudson Terminal wurde am 1. Februar 1933 eine zweigleisige Verlängerung nach Brooklyn zum neuen U-Bahnhof Jay Street eröffnet. Sie hat in Manhattan die Station Fulton Street und unterquert den East River im Cranberry-Street-Tunnel, in Brooklyn hat sie seit dem 24. Juni 1933 den Bahnhof High Street–Brooklyn Bridge unter dem Cadman Plaza. Beim heute Jay Street–MetroTech genannten viergleisigen U-Bahnhof in Downtown Brooklyn kamen 1936 die zwei Gleise der IND Sixth Avenue Line aus dem Rutgers-Street-Tunnel hinzu. Es folgt südlich eine höhenfreie Verzweigung, wo die beiden Gleise der IND Eighth Avenue Line mit den Express-Gleisen der IND Fulton Street Line verknüpft sind.
Der Südteil der IND Eighth Avenue Line von 59th Street in Manhattan bis High Street in Brooklyn wurde in den Jahren 2020 bis 2024 mit dem System Communication-Based Train Control modernisiert.
| Linien auf der IND Eighth Avenue Line | Linien auf der IND Eighth Avenue Line | Linien auf der IND Eighth Avenue Line  |
| Linie                                 | Bedienung                             | Nutzung der Strecke                    |
| ------------------------------------- | ------------------------------------- | -------------------------------------- |
|                                       | Express                               | ganze Länge                            |
|                                       | Local, nur an Werktagen               | nur 145th Street bis 59th Street       |
|                                       | Local                                 | ab 168th Street                        |
|                                       | Express                               | nur 145th Street bis 59th Street       |
|                                       | Local                                 | nur 50th Street bis World Trade Center |

### IND Fulton Street Line

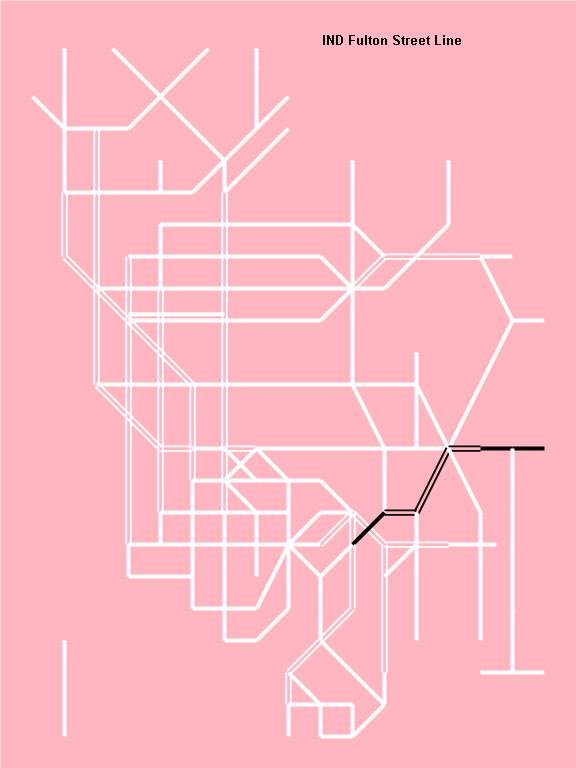
IND Fulton Street Line

Die IND Fulton Street Line ist eine Hauptstrecke der New York City Subway in Brooklyn und Queens. Sie ersetzte, ausgehend von der Innenstadt Brooklyns, etappenweise die BRT Fulton Street Line, eine Hochbahn alten Stils. Baubeginn war 1929, der erste Streckenabschnitt wurde 1936 eröffnet. Es kam immer wieder zu Verzögerungen durch Finanzierungsprobleme aufgrund der Great Depression und von 1942 bis 1946 durch Material- und Arbeitskräftemangel infolge der Kriegswirtschaft des Zweiten Weltkriegs.
An der Bezirksgrenze von Brooklyn befährt die U-Bahn die Liberty Avenue Connection, auf der sie aus dem Tunnel auf die BMT Liberty Avenue Line wechselt, eine in Queens gelegene Hochbahn-Strecke. Diese war zuvor mit einem Hochbahn-Abschnitt im Verlauf der Pitkin Avenue an die BRT Canarsie Line in East New York angeschlossen. Nach Inbetriebnahme der Liberty Avenue Connection wurde dieser parallel zum neuen U-Bahn-Tunnel der IND Fulton Street Line verlaufende Hochbahn-Abschnitt abgerissen.:26
Hinter dem Bahnhof Rockaway Boulevard zweigt seit 1956 die IND Rockaway Line ab. Damit erreichte die Strecke 27 Jahren nach ihrem Baubeginn ihren heutigen Zustand.
In den Nachtstunden verkehrt ausgehend vom Umsteigebahnhof Euclid Avenue in East New York der Lefferts-Boulevard-Shuttle zum Endbahnhof Ozone Park–Lefferts Boulevard, während die Linie A die IND Rockaway Line bedient.
Der westliche Endbahnhof Court Street in Brooklyn Heights war als Zwischenstation einer nicht gebauten Verlängerung nach Manhattan vorgesehen. Das Board of Transportation beabsichtigte, bis zu deren Bau hier die Local-Linie der Fulton Street Line enden zu lassen. Auf der Fulton Street Line gab es jedoch bis 1949 als einziges die Linie A, die notwendigerweise durch den Cranberry-Street-Tunnel der IND Eighth Avenue Line nach Manhattan geführt wurde. Court Street war ab der Eröffnung 1936 über den Pendelzug Court-Street-Shuttle zum Bahnhof Hoyt–Schermerhorn Streets angebunden. In der Geschichte der New York City Subway wurden Strecken mehrmals so gebaut, dass Local-Linien von äußeren Stadtteilen kommend zentrumsnah enden sollten, anstatt unter Wasserwegen hindurch leistungsfähigere, teurer zu bauende Verbindungen in einen anderen Stadtbezirk herzustellen. Aufgrund der Nähe zu den Knotenbahnhöfen der IRT, der BMT und der IND im Stadtzentrum Brooklyns wurde Court Street 1946 geschlossen, lag dreißig Jahre lang brach, wurde ab 1976 für eine Nahverkehrsausstellung genutzt und in der Folge zum ständigen New York Transit Museum ausgebaut.
| Linien auf der IND Fulton Street Line | Linien auf der IND Fulton Street Line | Linien auf der IND Fulton Street Line           |
| Linie                                 | Bedienung                             | Nutzung der Strecke                             |
| ------------------------------------- | ------------------------------------- | ----------------------------------------------- |
|                                       | Express                               | ganze Länge                                     |
|                                       | Kurzlinie                             | Euclid Avenue bis Ozone Park–Lefferts Boulevard |
|                                       | Local                                 | bis Euclid Avenue                               |

### IND Queens Boulevard Line

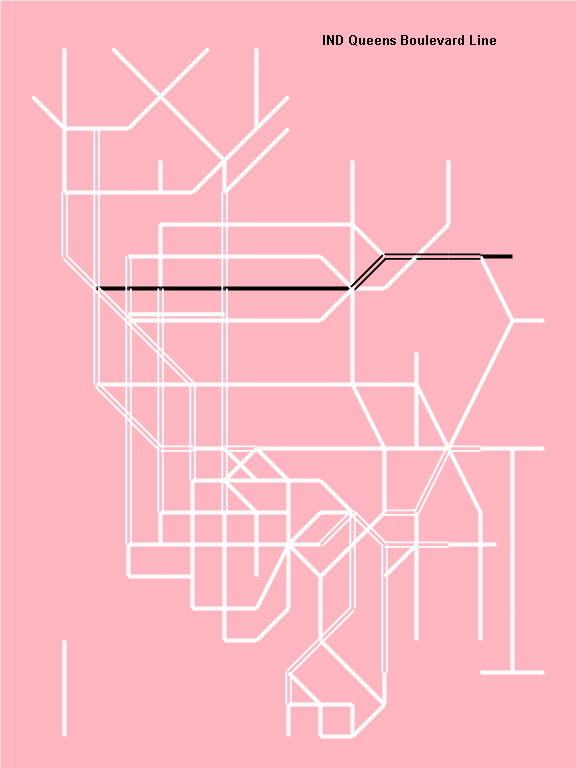
IND Queens Boulevard Line (stilisiert)

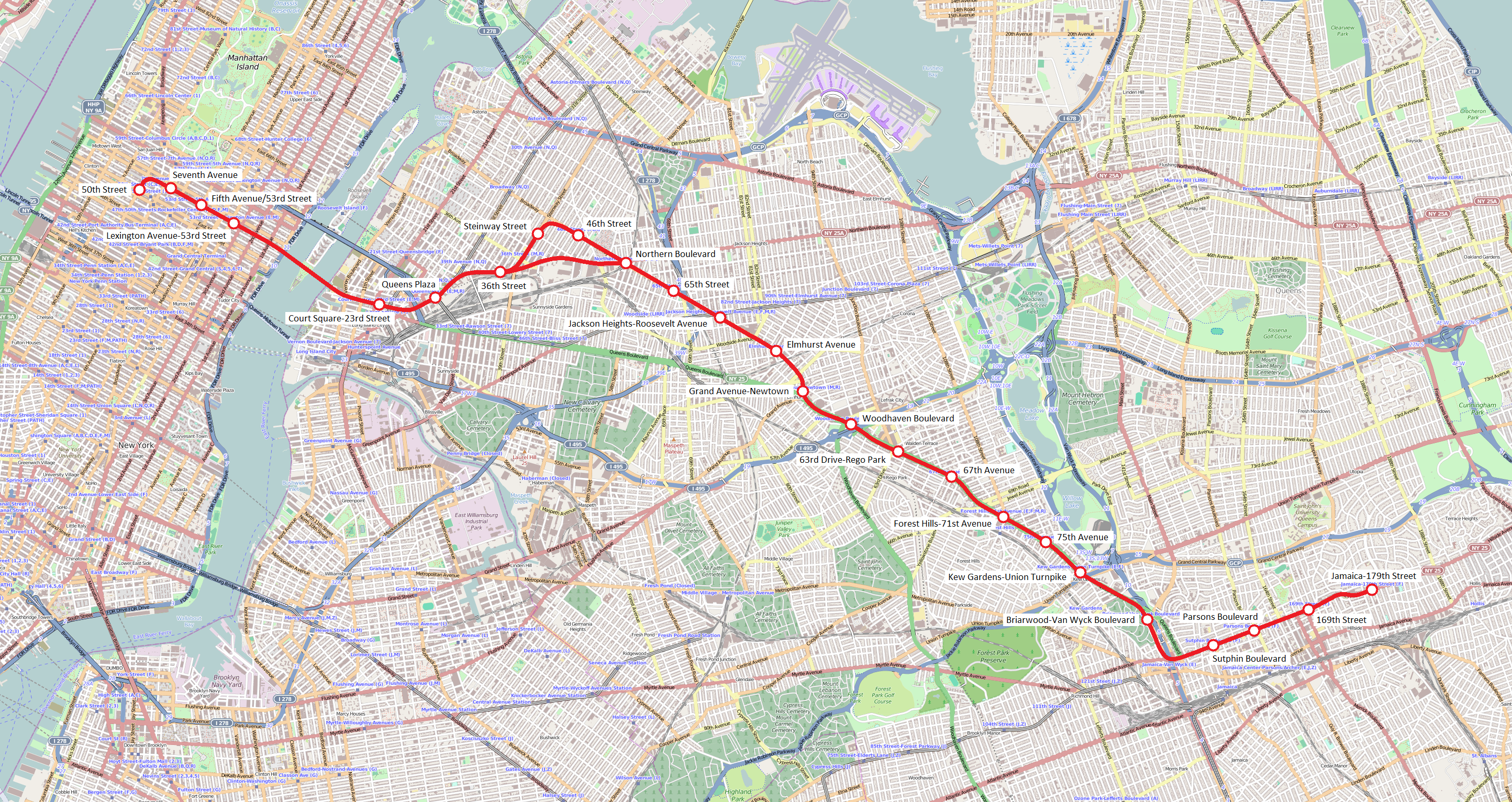
IND Queens Boulevard Line (geografisch)

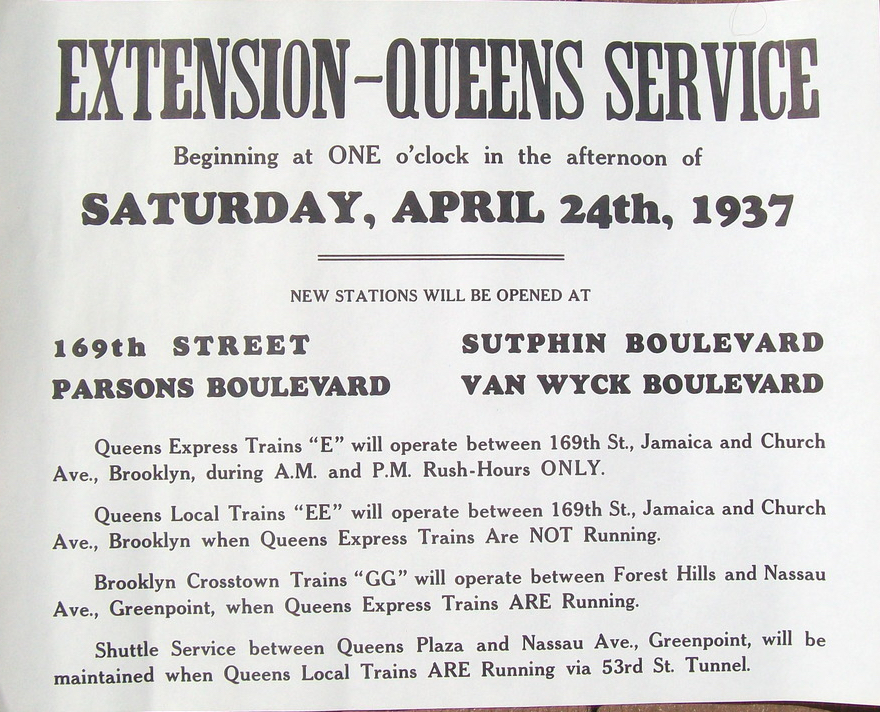
Aushang zur Eröffnung einer Teilstrecke 1937

Die IND Queens Boulevard Line ist eine Hauptstrecke der New York City Subway in Queens. Das New York City Board of Transportation eröffnete sie in drei Etappen am 19. August 1933, am 31. Dezember 1936 und am 24. April 1937. In folgenden Jahrzehnten wurde sie vom Board of Transportation, der New York City Transit Authority und der Metropolitan Transportation Authority um kurze Neubau-Abschnitte und um Verbindungen zu anderen Strecken erweitert. Es wurden Bauvorleistungen für Erweiterungen erstellt, die zum Teil später verwendet wurden, zum Teil ungenutzt bleiben.
Der 1933 eröffnete westlichste Abschnitt beginnt als die IND 53rd Street Line in Manhattan und führt durch den 53rd-Street-Tunnel unter dem East River zum Knotenbahnhof Queens Plaza nahe der Brückenrampe der Queensboro Bridge in Long Island City. Dort kommt die IND Crosstown Line hinzu, deren nördlichster Abschnitt ebenfalls am 19. August 1933 in Betrieb ging.
Weiter verläuft die IND Queens Boulevard Line zweigeteilt: Die Expressgleise folgen ohne Zwischenhalt der Hauptstraße Northern Boulevard, während die Local-Gleise durch Nebenstraßen in Astoria führen, ehe sie wieder die Expressgleise erreichen. Der Abschnitt endete 1933 mit dem U-Bahnhof Roosevelt Avenue, heute Jackson Heights–Roosevelt Avenue/74th Street. Dieser U-Bahnhof ist eine stark in Anspruch genommene Umsteigemöglichkeit zwischen den Express- und den Local-Zügen auf der Queens Boulevard Line und dem Hochbahnhof 74th Avenue der IRT Flushing Line. Der Fahrgastandrang trägt zu Verspätungen bei, so dass dieser U-Bahnhof bis in die Gegenwart einen Einfluss darauf hat, wie viele Züge auf der Strecke im Berufsverkehr insgesamt fahren können. Eine ungenutzte obere Bahnsteigebene, die über eine ebenso ungenutzte Rampe mit dem Streckentunnel der Queens Boulevard Line verbunden ist, sollte Endbahnhof einer nie umgesetzten Zweigstrecke in Queens werden.
Der 1936 eröffnete Abschnitt führt bis zum Expressbahnhof Kew Gardens–Union Turnpike. Im Bereich östlich des Expressbahnhofs Forest Hills–71st Avenue wurde eine Ausfädelung und eine untere Gleisebene mit einer Wendeanlage gebaut, von der eine Betriebsstrecke zum Betriebshof Jamaica Yard führt. An diese westliche Betriebsstrecke war die nur in den Jahren 1939 und 1940 für eine Großveranstaltung betriebene IND World’s Fair Line angeschlossen.
Eine zweite, östliche Betriebsstrecke fädelt zwischen Kew Gardens–Union Turnpike und der nachfolgenden Station Briarwood in den dritten Bauabschnitt der Hauptstrecke ein, der 1937 eröffnet wurde. Dieser Abschnitt wurde wegen der wirtschaftlichen Schwierigkeiten durch die Great Depression nicht mit städtischen Mitteln, sondern Bundesmitteln der Works Progress Administration gebaut. Ein umfangreicher Weiterbau der Strecke mit Zweigstrecken zur besseren Erschließung von Queens im Rahmen des 1929 vorgestellten „Second Independent System“ ließ sich nicht mehr umsetzen. Ab 1937 musste aufgrund der unvollständig umgesetzten Planungen der U-Bahnhof 169th Street im Stadtviertel Jamaica als Endstation für den dritten Bauabschnitt der Queens Boulevard Line dienen, obwohl er nur als eine gewöhnliche Durchgangsstation mit zwei Bahnsteigkanten an den Local-Gleisen angelegt worden war. Die im Dezember 1950 eingeweihte Verlängerung um eine Station bis Jamaica-179th Street sollte die Betriebssituation am Streckenende verbessern und das Wohnquartier Jamaica Estates anbinden, es entstand ein leistungsfähiger Endbahnhof mit einer achtgleisigen, zweistöckigen Wendeanlage. Dieser kurze Streckenneubau blieb der bis 2015 letzte, der von der Stadt selbst finanziert wurde.
Östlich von Briarwood wurde beim Bau des dritten Bauabschnitts eine Ausfädelung und ein erster Abschnitt eines Zweigtunnels gebaut, der dann in den 1980er Jahren für die 1988 eröffnete IND Archer Avenue Line verwendet wurde.
Die jüngste Erweiterung war am 16. Dezember 2001 die Einbindung der IND 63rd Street Line.
Die Installation von Communication-Based Train Control (CBTC) soll die Kapazität erhöhen und den Betrieb effizienter gestalten. Der westliche Abschnitt zwischen Court Square und Kew Gardens–Union Turnpike wurde bis Februar 2022 mit CBTC ausgestattet. Die Fertigstellung des östlichen Abschnitts bis Jamaica–179th Street ist für 2026 geplant.
| Linien auf der IND Queens Boulevard Line | Linien auf der IND Queens Boulevard Line | Linien auf der IND Queens Boulevard Line    |
| Linie                                    | Bedienung                                | Nutzung der Strecke                         |
| ---------------------------------------- | ---------------------------------------- | ------------------------------------------- |
|                                          | Express                                  | bis Briarwood, einzelne Fahrten ganze Länge |
|                                          | Express                                  | ganze Länge                                 |
|                                          | Local                                    | bis Forest Hills–71 Avenue                  |
|                                          | Local                                    | bis Forest Hills–71 Avenue                  |

#### Betriebskonzepte der Queens Boulevard Line
Das Linienkonzept auf der IND Queens Boulevard Line wurde seit dem Bau stark verändert. Das Board of Transportation hatte die Strecke so angelegt, dass die Expresszüge auf der IND 53rd Street Line nach Midtown Manhattan fahren sollten, während die Local-Züge auf der IND Crosstown Line nach Brooklyn fahren sollten. In der Realität waren die Expresszüge für die weiter außerhalb wohnenden Fahrgäste attraktiver und war generell die Verbindung von und nach Manhattan so viel stärker nachgefragt, dass die Zugarten sehr ungleich ausgelastet waren. Die Locals stellten ohne Umweg durch Manhattan eine umsteigefreie Verbindung mit dem Stadtbezirk Brooklyn her, die sich aber als nicht so attraktiv erwies wie bei der Planung der IND Crosstown Line erwartet. Das schnelle Wachstum der Einwohnerzahl in Queens verschärfte das Problem fortwährend.
Um das Ungleichgewicht besser auszutarieren, mussten zumindest einige Local-Züge aus Queens nach Manhattan geführt werden, wofür es aber nicht genügend Streckenkapazität unter dem East River hindurch gab. Zur Abhilfe wurde zunächst die BMT 60th Street Tunnel Connection gebaut, die seit 1955 als kurze unterirdische Verbindungsspange zwischen den Netzen der IND-Division und der BMT-Division dient. Sie verläuft im Bereich der Rampe der Queensboro Bridge in Long Island City und verbindet die Local-Gleise der IND Queens Boulevard Line ab Queens Plaza durch den 60th-Street-Tunnel mit der BMT 60th Street Line in Manhattan, die zur BMT Broadway Line führt, wo noch Platz für die zusätzlichen Zugfahrten der neu geschaffenen Local-Linie war. Durch diese neu gebaute Einmündung in die Local-Gleise der IND Queens Boulevard Line wurden die lediglich zwei Local-Bahnsteigkanten im U-Bahnhof Queens Plaza stärker genutzt, was sich negativ auf die bis dahin zuverlässig verkehrenden Locals auf der IND Crosstown Line auswirkte. Letztlich trug diese Überlastung der für den Bedarf unzureichenden Bahnsteiggleise dazu bei, dass die Linie G auf der IND Crosstown Line von der IND Queens Boulevard Line abgezogen wurde. Sie endet darum im südlich benachbarten Bahnhofskomplex Court Square, der in fußläufiger Entfernung zum Bahnhofskomplex Queens Plaza und Queensboro Plaza liegt.
Erst Jahrzehnte später, mit Einweihung im Jahr 2001, wurde eine zusätzliche Gleisverbindung zwischen Queens und Manhattan vollendet: Die IND 63rd Street Line führt seitdem von der IND Sixth Avenue Line in Manhattan via 21st Street–Queensbridge zum Local-Bahnhof 36th Street und umgeht den Engpass Queens Plaza.

#### IND 53rd Street Line
Die IND 53rd Street Line ist eine Verbindungsstrecke der New York City Subway in Manhattan. Sie stellt in Midtown Manhattan die Verknüpfung der IND Queens Boulevard Line mit den zwei Stammstrecken der Independent Subway her. Sie fädelt aus der IND Eighth Avenue Line aus und schwenkt unter die 53. Straße. Die Local-Gleise der IND Sixth Avenue Line münden in sie ein. Durch den 53rd-Street-Tunnel unter dem East River erreicht sie den Knotenbahnhof Queens Plaza in Long Island City und wird dort zu den Expressgleisen der IND Queens Boulevard Line.
Sie besitzt durchweg zwei Gleise, wird vollständig unterirdisch und an allen Streckenverknüpfungen kreuzungsfrei geführt. Unter der 53. Straße westlich der Lexington Avenue verlaufen die Gleise auf zwei Ebenen übereinander. Zu den Zügen auf den Express-Gleisen der IND Sixth Avenue Line besteht unter der 53. Straße ein bahnsteiggleicher Übergang im doppelstöckigen U-Bahnhof Seventh Avenue, aber keine Gleisverbindung. Die IND 53rd Street Line liegt dort auf zwei Ebenen übereinander auf der Nordseite, die IND Sixth Avenue Line auf zwei Ebenen übereinander auf der Südseite. Die Züge der 53rd Street Line können die IND Eighth Avenue Line nur aus und nach Lower Manhattan erreichen, die Züge der IND Sixth Avenue Line können die IND Eighth Avenue Line nur von und nach Upper Manhattan erreichen.
Je nach Betrachtungsweise gilt sie als eigenständige Strecke oder, insbesondere in Bezug auf die Kilometrierung, als Teil der IND Queens Boulevard Line. Die Kilometrierung beginnt mit der Ausfädelung aus der IND Eighth Avenue Line. In der Vergangenheit wurde zeitweise auch eine – seit Ende der 2000er Jahre von der Verlängerung der Linie 7 durchtrennte – untere Ebene des Bahnhofs 42 Street–Port Authority Bus Terminal der IND Eighth Avenue Line bedient, wobei nur das Richtung Lower Manhattan führende Gleis diese untere Ebene erreichte.
| Linien auf der IND 53rd Street Line | Linien auf der IND 53rd Street Line | Linien auf der IND 53rd Street Line |
| Linie                               | Bedienung                           | Nutzung der Strecke                 |
| ----------------------------------- | ----------------------------------- | ----------------------------------- |
|                                     | Local                               | ganze Länge                         |
|                                     | Local                               | ab Fifth Avenue/53rd Street         |

### IND Rockaway Line

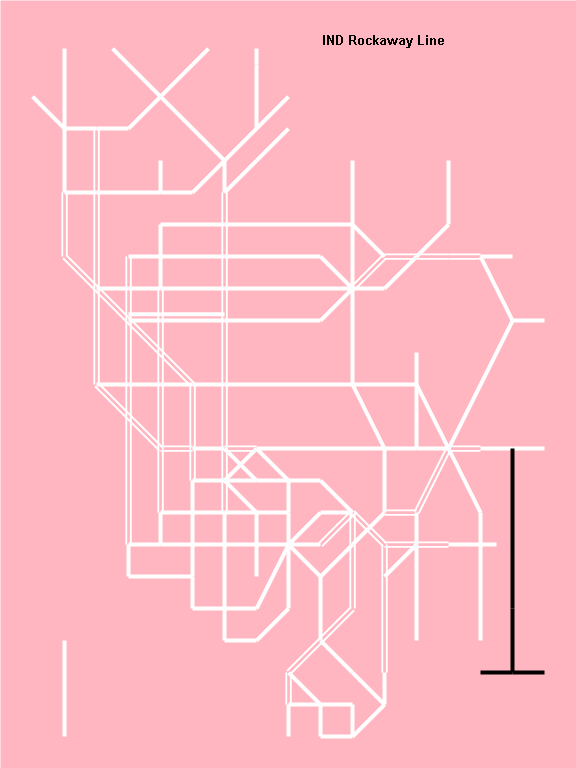
IND Rockaway Line

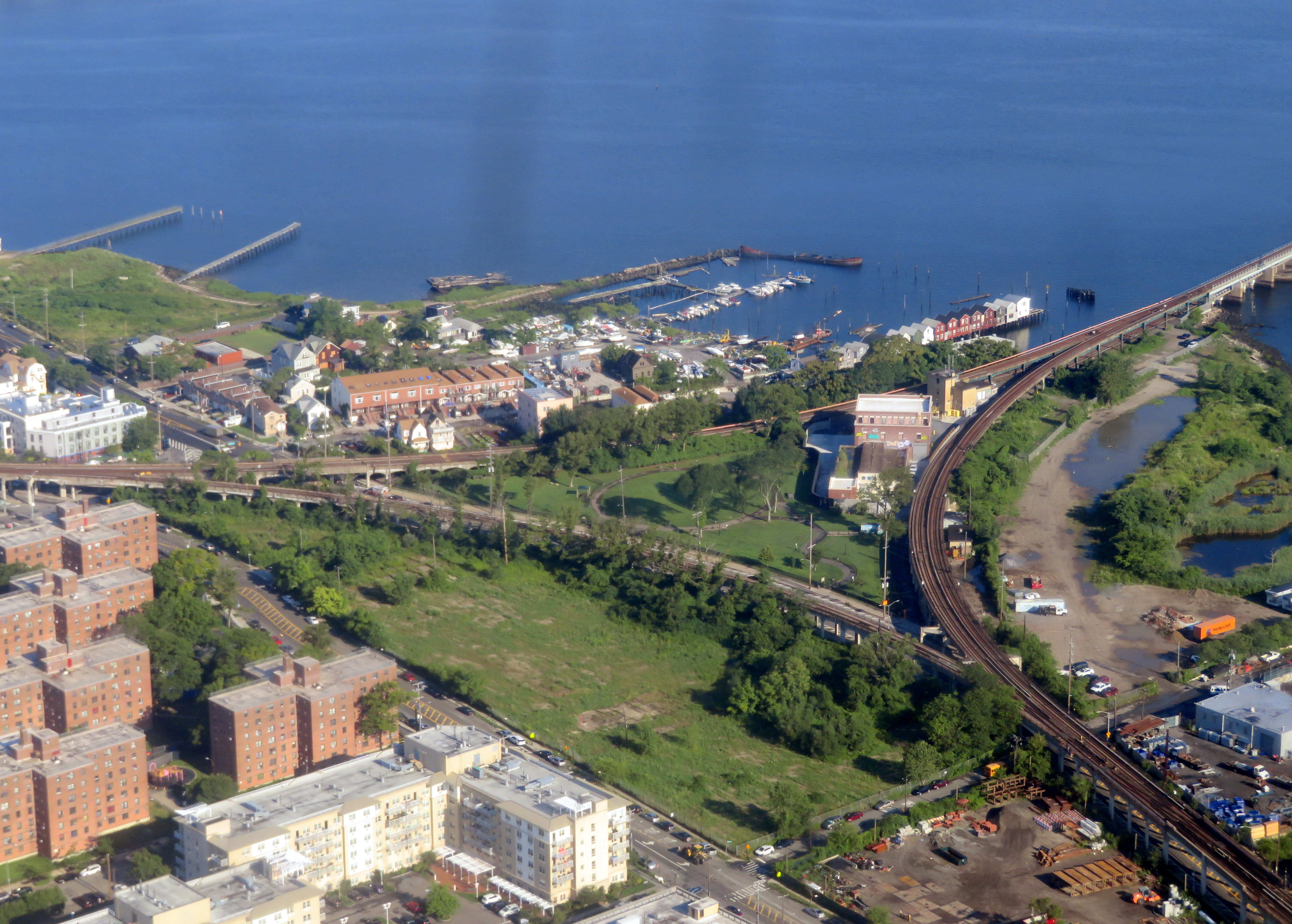
„Hammels Wye“ an der Jamaica Bay. Rechts oben von Broad Channel, rechts unten nach Far Rockaway, links nach Rockaway Park. Vorne eingleisige Verbindungskurve.

Die IND Rockaway Line ist eine Zweigstrecke der New York City Subway in Queens. Sie wurde anfangs als eine Eisenbahnstrecke der Long Island Rail Road betrieben, die LIRR Rockaway Beach Branch, die 1950 durch einen Brand ihres Gerüstpfeilerviadukts über die Jamaica Bay unbefahrbar wurde. Die Stadt kaufte die Strecke 1952 und die New York City Transit Authority eröffnete das bis heute betriebene Teilstück 1956 nach Umbau auf U-Bahn-Standard.
Die Strecke zweigt von der IND Fulton Street Line ab. Noch auf dem Festland bedient sie im Veranstaltungsverkehr die Aqueduct-Pferderennbahn und als wichtigen Verknüpfungspunkt den Bahnhof Howard Beach–JFK Airport mit seiner Umsteigemöglichkeit zum AirTrain JFK.
Im weiteren Verlauf überquert die Rockaway Line die Jamaica Bay auf einer Reihe von Viadukten. Mit Erreichen der Rockaway Peninsula teilt sie sich im Gleisdreieck „Hammels Wye“ in Rockaway Beach auf zwei Streckenäste auf. Der Ast westlich des Stadtviertels Hammels gehörte zur LIRR Rockaway Beach Branch. Der Ast östlich davon gehörte zur LIRR Far Rockaway Branch, die ursprünglich die Halbinsel der Länge nach befuhr und dabei westlich von Hammels eine eigene Trasse nutzte, die nach Errichtung der LIRR Rockaway Beach Branch stillgelegt wurde.
Die Haupt-Relation ist heute aus Queens kommend der Ast nach Far Rockaway. Im Berufsverkehr bedienen wenige Fahrten den anderen Ast, nach Rockaway Park, direkt. Zu allen übrigen Zeiten stellt der Rockaway-Park-Shuttle eine Verbindungen über den südlichen Meeresarm bis zum Bahnhof Broad Channel her, der auf einer Insel liegt. Zur von Vorortzügen befahrenen LIRR Far Rockaway Branch gibt es keine Gleisverbindung oder Umsteigemöglichkeit mehr, der U-Bahn-Endbahnhof Far Rockaway–Mott Avenue liegt drei Häuserblöcke vom Endbahnhof Far Rockaway der Long Island Rail Road entfernt, die ehemalige Bahntrasse dazwischen wurde bebaut.
Zwei Drehbrücken in der Jamaica Bay können für die Schifffahrt geöffnet werden und zu Verspätungen der U-Bahnen führen.:36 Es gibt eine Vereinbarung mit der Küstenwache, während des Berufsverkehrs die Brücken nicht zu öffnen.
| Linien auf der IND Rockaway Line | Linien auf der IND Rockaway Line | Linien auf der IND Rockaway Line             |
| Linie                            | Bedienung                        | Nutzung der Strecke                          |
| -------------------------------- | -------------------------------- | -------------------------------------------- |
|                                  | Local                            | ganze Länge                                  |
|                                  | Kurzlinie                        | Rockaway-Park-Zweigstrecke bis Broad Channel |

### IND Second Avenue Line
Die IND Second Avenue Line ist eine als Stammstrecke geplante Zweigstrecke der New York City Subway in Manhattan. Ihre Errichtung als zweite Stammstrecke auf der Ostseite Manhattans zusätzlich zur IRT Lexington Avenue Line wurde ab 1920 mehrmals vorgeschlagen und geplant. In Betrieb ist seit 2017 ein Abschnitt mit drei U-Bahnhöfen. Auch ein Teilabschnitt der 1967/68 eröffneten Chrystie Street Connection verläuft im Korridor der geplanten Second Avenue Subway.
Von Süden her ist die Second Avenue Line über die BMT 63rd Street Line mit der BMT Broadway Line verbunden. Zusätzlich zur Stammlinie Q sind daher Verstärkerfahrten durch alle Linien auf der BMT Broadway Line möglich. Bei Bauarbeiten können außerdem die Linie M oder Linie F von der IND Sixth Avenue Line über die IND 63rd Street Line und deren Weichenverbindung zur BMT 63rd Street Line auf die Second Avenue Line abgeleitet werden.
| Linien auf der IND Second Avenue Line | Linien auf der IND Second Avenue Line | Linien auf der IND Second Avenue Line |
| Linie                                 | Bedienung                             | Nutzung der Strecke                   |
| ------------------------------------- | ------------------------------------- | ------------------------------------- |
|                                       | hält überall                          | ganze Länge                           |
|                                       | einzelne Fahrten                      | ganze Länge                           |

### IND Sixth Avenue Line

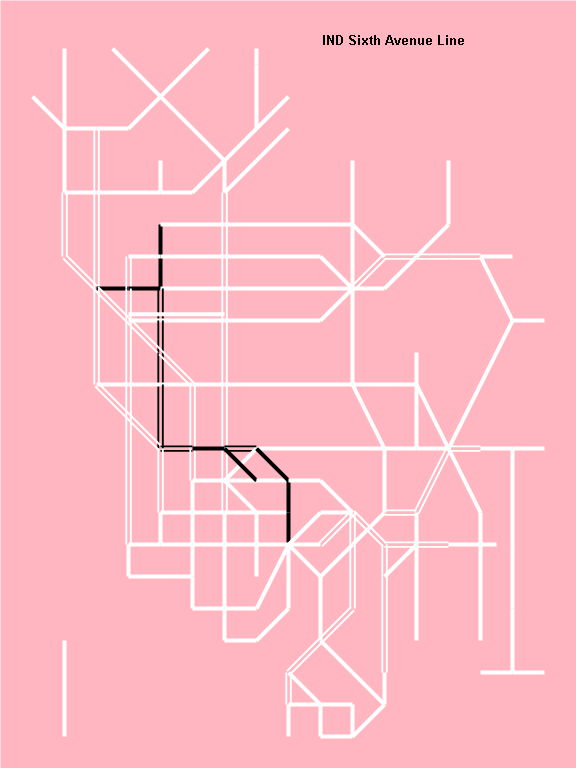
IND Sixth Avenue Line

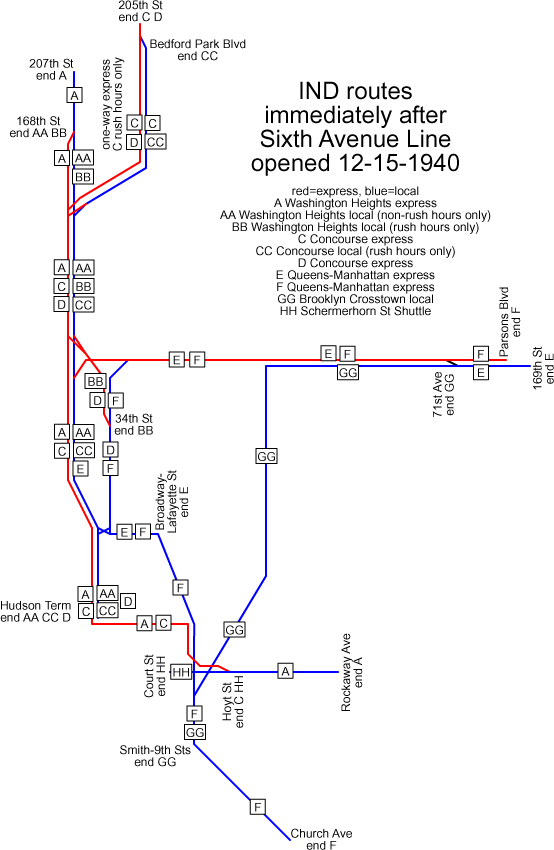
Linienschema der Independent Subway am Jahresende 1940 nach Eröffnung der Sixth Avenue Line

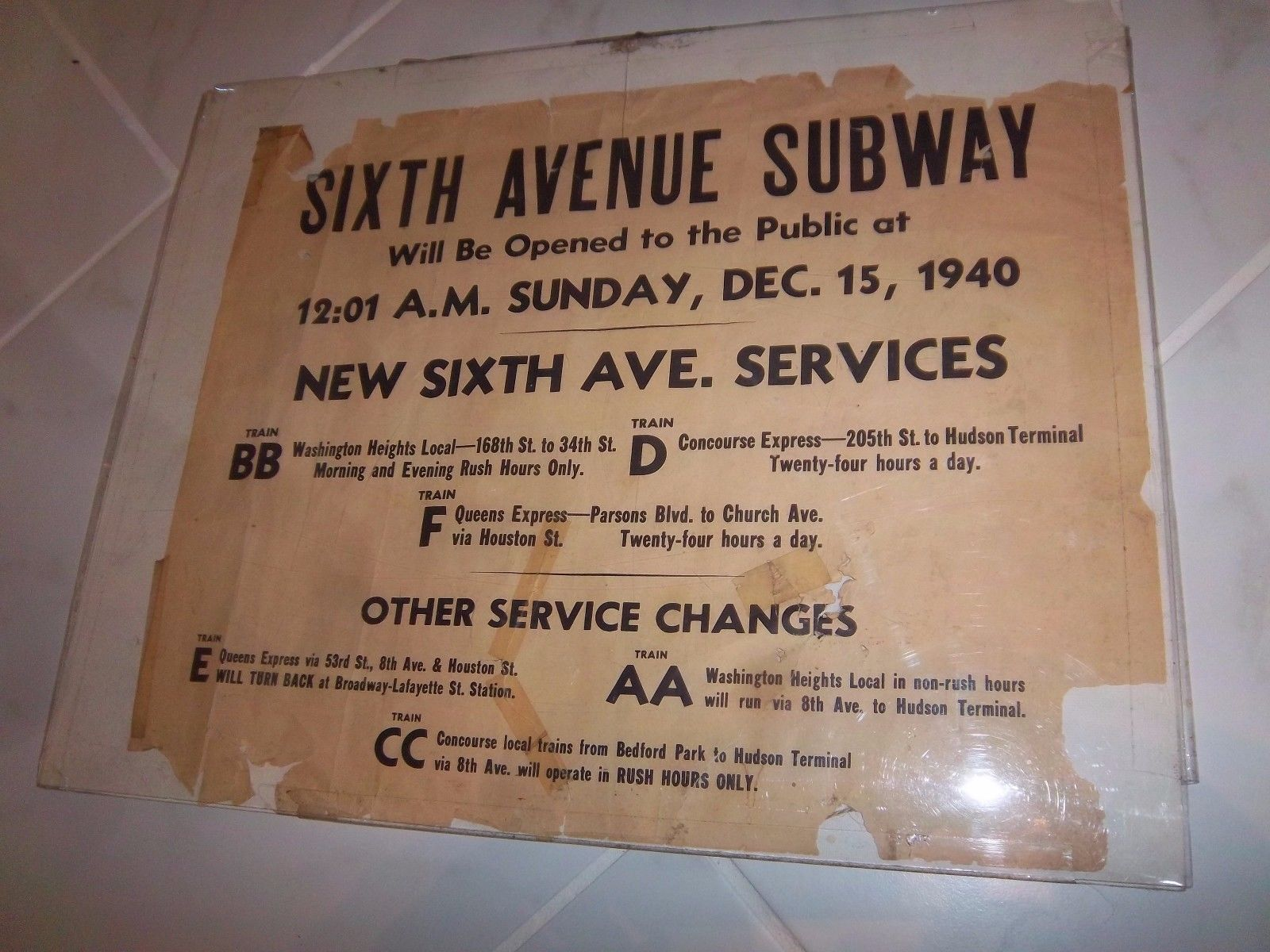
Werbeplakat zur Eröffnung der Sixth Avenue Subway 1940

Die IND Sixth Avenue Line ist eine Stammstrecke der New York City Subway in Manhattan und Brooklyn. Sie ist nach der Sixth Avenue, offiziell die Avenue of the Americas, benannt und wurde etappenweise in den Jahren 1936 und 1940 eröffnet. Als zweite zentrale Achse des stadteigenen Independent Subway System ist sie eine direkte Ergänzung zur 1932 eröffneten IND Eighth Avenue Line, mit deren Streckenverlauf sie an drei Stellen verknüpft ist und netztopologisch betrachtet ein doppeltes Fischblasennetz bildet. Die Sixth Avenue Line bleibt der bis heute letzte vollständig fertiggestellte Neubau einer Stammstrecke für die New Yorker U-Bahn. Ihre Kennfarbe seit 1979 ist Orange.

#### IND Houston Street Line
Zunächst wurde am 1. Januar 1936 der auch als IND Houston Street Line bezeichnete Abschnitt eröffnet. Bei seinem Bau wurde die Houston Street durch Gebäudeabrisse verbreitert. Die IND Houston Street Line hat vier Gleise von West 4th Street–Washington Square bis Second Avenue. Ihre Expressgleise sollten im Rahmen von nicht umgesetzten Ausbauplänen unter dem East River hindurch nach Brooklyn geführt werden, stattdessen endeten sie stumpf im Bereich der Avenue A, dienten als Abstellgleise hinter dem zeitweise als Lower East Side–Second Avenue betitelten U-Bahnhof und waren bis in die 1980er Jahre ein informeller Aufenthaltsort, ehe der Bereich gegen Betreten gesichert wurde.
Die zwei Local-Gleise der IND Houston Street Line führen weiter über Delancey Street, einem Kreuzungsbahnhof mit dem älteren U-Bahnhof Essex Street an der BMT Nassau Street Line, bis East Broadway. Im Anschluss wurden am 9. April 1936 der Rutgers-Street-Tunnel unter dem East River und der U-Bahnhof York Street in Brooklyn eröffnet. In Downtown Brooklyn laufen die beiden Gleise im U-Bahnhof Jay Street–MetroTech mit den zwei Gleisen der IND Eighth Avenue Line zusammen, die den East River seit 1933 im Cranberry-Street-Tunnel unterqueren.
Es folgt südlich eine höhenfreie Verzweigung, wo die beiden Gleise der IND Sixth Avenue Line mit den Express-Gleisen der IND Culver Line verknüpft sind. Diese liegen auf der unteren von zwei Gleisebenen, während die Gleise von der IND Crosstown Line auf der oberen Ebene hinzukommen und zu den Local-Gleisen der IND Culver Line werden. Züge der Linie (F) wechseln dort mit Rampen von der IND Sixth Avenue Line auf die oben angeordneten Local-Gleise der IND Culver Line, nur die wenigen Fahrten der Berufsverkehr-Linie <F> bleiben auf der unteren Ebene.
Für die 1967 und 1968 eröffnete Chrystie Street Connection wurde die IND Houston Street Line zwischen den Stationen Broadway–Lafayette und Second Avenue umgebaut: Die bisherigen Express-Gleise wurden gekappt und mit einer neuen Strecke verbunden, die zu dem Gleispaar auf der Nordseite der Manhattan Bridge führt. Die Local-Gleise zum Rutgers-Street-Tunnel wurden beibehalten und mit einer höhenfreien Ausfädelung zu einer neuen Verbindungsstrecke erweitert, die in die BMT Nassau Street Line einmündet und so zur BMT Jamaica Line jenseits der Williamsburg Bridge führt.

#### Unter der Avenue of the Americas
Der am 15. Dezember 1940 eröffnete Abschnitt unter der Avenue of the Americas wurde zwischen 47th–50th Streets–Rockefeller Center und 34th Street–Herald Square viergleisig, in den übrigen Bereichen zunächst zweigleisig gebaut. Unter der 53. Straße verläuft die IND 53rd Street Line als wichtige Querspange, die einerseits an die IND Eighth Avenue Line und andererseits an die IND Queens Boulevard Line anschließt. Nördlich von 47th–50th Streets–Rockefeller Center führen die Local-Gleise der IND Sixth Avenue Line ostwärts zur IND 53rd Street Line, die Express-Gleise westwärts in Richtung der IND Eighth Avenue Line, und eine sowohl von den Express- wie den Local-Gleisen erreichbare nordwärtige Verbindung zum U-Bahnhof 57th Street und weiter zur IND 63rd Street Line.
Beim Bau mussten die zu dem Zeitpunkt bereits zahlreich vorhandenen anderen U-Bahn-, Eisenbahn- und Versorgungstunnel berücksichtigt werden, was die Kosten in die Höhe trieb. Aus Platz- und Kostengründen ließ die Stadt von West 4th Street–Washington Square bis 34th Street–Herald Square zunächst nur je ein Local-Gleis rechts und links des existierenden zweigleisigen U-Bahn-Tunnels „Uptown Hudson Tubes“ errichten, in dem die private Hudson and Manhattan Railroad verkehrte.
Ausbauten in den 1960er Jahren fanden im Zusammenhang mit der Chrystie Street Connection statt. Unter den „Uptown Hudson Tubes“ wurden mit großem Aufwand die noch fehlenden Express-Gleise hinzugefügt. Zugleich erhielt die IND Sixth Avenue Line an ihrem Nordende eine 1968 eröffnete kurze Streckenverlängerung mit dem neuen Endbahnhof 57th Street, der vorläufig als Endpunkt für Linien aus Brooklyn diente. Im Jahr 1989 wurde hinter dem Bahnhof 57th Street, nahe dem Südrand des Central Park, die IND 63rd Street Line angeschlossen, so dass er seitdem eine normale Durchgangsstation ist.
Die unterirdischen Ladenpassagen des Rockefeller Centers sind vom U-Bahnhof 47th–50th Streets–Rockefeller Center der Sixth Avenue Line aus zugänglich.
| Linien auf der IND Sixth Avenue Line | Linien auf der IND Sixth Avenue Line | Linien auf der IND Sixth Avenue Line                        |
| Linie                                | Bedienung                            | Nutzung der Strecke                                         |
| ------------------------------------ | ------------------------------------ | ----------------------------------------------------------- |
|                                      | Express                              | Broadway–Lafayette bis 47th–50th Streets–Rockefeller Center |
|                                      | Express                              | Broadway–Lafayette bis 47th–50th Streets–Rockefeller Center |
|                                      | Local                                | ganze Länge                                                 |
|                                      | Local                                | Broadway–Lafayette bis 47th–50th Streets–Rockefeller Center |

## Weitere Strecken

### Archer Avenue Lines

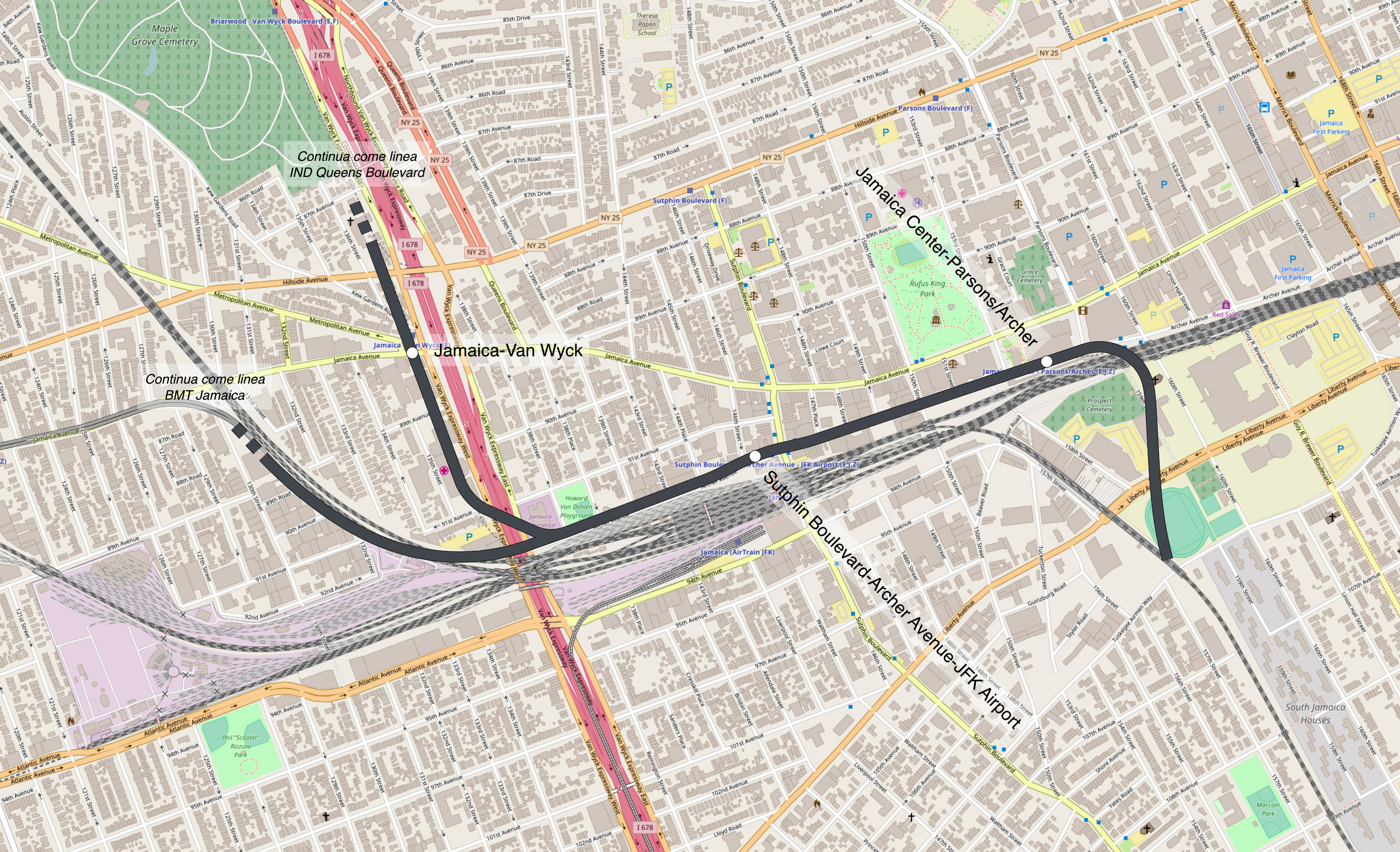
Archer Avenue Lines schwarz markiert auf Landkarte

Archer Avenue Lines ist eine Sammelbezeichnung für die BMT Archer Avenue Line und die IND Archer Avenue Line im Stadtbezirk Queens. Sie sind nach der Hauptstraße Archer Avenue im Stadtviertel Jamaica benannt. Die Archer Avenue Lines wurden von der Metropolitan Transportation Authority im Rahmen des „Aktionsprogramms“ ab 1968 geplant und verlaufen in einem gemeinsamen Tunnelbauwerk, aber betrieblich voneinander unabhängig und ohne Gleisverbindung von einer zur anderen Strecke. Der Bau begann 1972 und beide Strecken wurden 1988 eröffnet.

#### BMT Archer Avenue Line

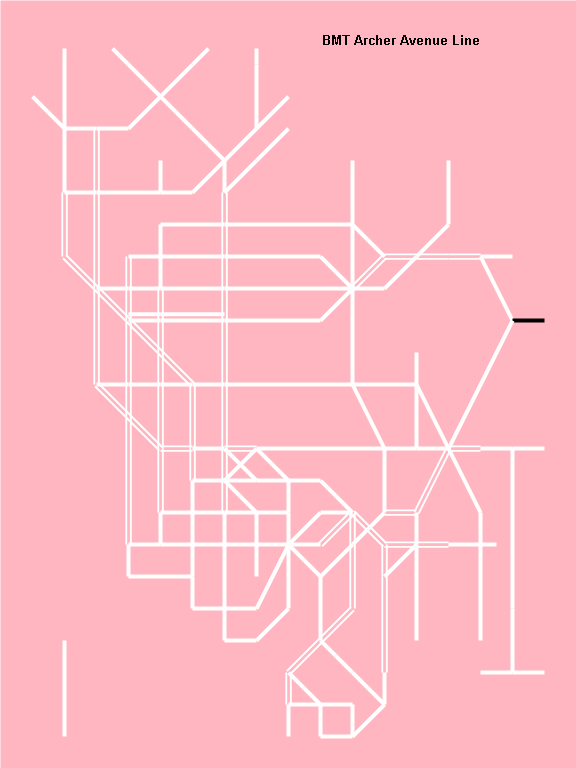
BMT Archer Avenue Line

Die BMT Archer Avenue Line ist eine Zweigstrecke der New York City Subway in Queens. Sie schließt als U-Bahn an die als Hochbahn geführte BMT Jamaica Line an. Das Rampenbauwerk, das von der Hochbahn in den Tunnel führt, ist Teil der BMT Jamaica Line. Die BMT Archer Avenue Line verläuft zweigleisig auf der unteren Ebene eines doppelstöckigen Tunnels, dessen obere Ebene die IND Archer Avenue Line führt.
| Linien auf der BMT Archer Avenue Line | Linien auf der BMT Archer Avenue Line | Linien auf der BMT Archer Avenue Line |
| Linie                                 | Bedienung                             | Nutzung der Strecke                   |
| ------------------------------------- | ------------------------------------- | ------------------------------------- |
|                                       | hält überall                          | ganze Länge                           |
|                                       | hält überall, nur im Berufsverkehr    | ganze Länge                           |

#### IND Archer Avenue Line

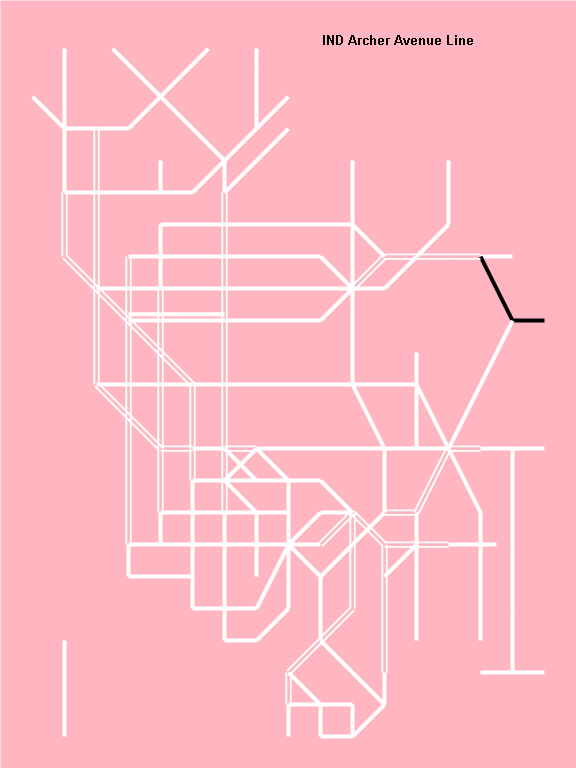
IND Archer Avenue Line

Die IND Archer Avenue Line ist eine Zweigstrecke der New York City Subway in Queens. Sie zweigt von der IND Queens Boulevard Line ab und ist zweigleisig. Ein Bahnhof wird von der IND Archer Avenue Line allein bedient. Im weiteren Verlauf liegt die IND Archer Avenue Line auf der oberen Ebene eines doppelstöckigen Tunnels mit zwei U-Bahnhöfen. Die untere Ebene dieses Tunnels führt die BMT Archer Avenue Line.
Ein erster Abschnitt des Tunnels mit dem Abzweig von der Queens Boulevard Line südlich des U-Bahnhofs Van Wyck Boulevard wurde 1935 bis 1936 von der Works Progress Administration errichtet, blieb aber zunächst ungenutzt, weil Mittel für den Weiterbau fehlten. Im Rahmen des „Aktionsprogramms“ von 1968 war Jamaica Center–Parsons/Archer als eine Zwischenstation der Strecke geplant, die entlang der vorhandenen Eisenbahntrasse LIRR Atlantic Branch der Long Island Rail Road entlang der Großwohnsiedlung Rochdale Village nach Laurelton zu einer Endstation am Springfield Boulevard führen sollte. Eine andere Anschlussstrecke mit dem Arbeitstitel IND Hillside Avenue Line wurde bereits bei den nicht umgesetzten Planungen zur Erweiterung der Independent Subway in den 1930er Jahren gefordert. Tatsächlich wurde der Streckentunnel beim Bau der Archer Avenue Lines unter der Hauptstrecke der LIRR hindurch nach Süden fortgeführt und endet ungenutzt nahe der LIRR Atlantic Branch. Da nur Teile des „Aktionsprogramms“ verwirklicht wurden, dient Jamaica Center–Parsons/Archer als Endstation, in der nicht mehr als 12 Züge pro Stunde wenden können. Zusätzliche Fahrten im Berufsverkehr bleiben daher auf der Queens Boulevard Line und werden von und nach deren Endbahnhof Jamaica–179th Street geführt.
| Linie auf der IND Archer Avenue Line | Linie auf der IND Archer Avenue Line | Linie auf der IND Archer Avenue Line |
| Linie                                | Bedienung                            | Nutzung der Strecke                  |
| ------------------------------------ | ------------------------------------ | ------------------------------------ |
|                                      | Local                                | ganze Länge                          |

### Chrystie Street Connection
Die Chrystie Street Connection in Manhattan besteht aus zwei Verbindungsstrecken, die seit 1967 und 1968 die IND Sixth Avenue Line mit der BMT Brighton Line, der BMT Fourth Avenue Line und der BMT Jamaica Line verbinden.
| Linien auf der Chrystie Street Connection | Linien auf der Chrystie Street Connection | Linien auf der Chrystie Street Connection |
| Linie                                     | Bedienung                                 | Nutzung der Strecke                       |
| ----------------------------------------- | ----------------------------------------- | ----------------------------------------- |
|                                           | halten                                    | zur Manhattan Bridge                      |
|                                           |                                           | zur Williamsburg Bridge                   |

### Culver Line

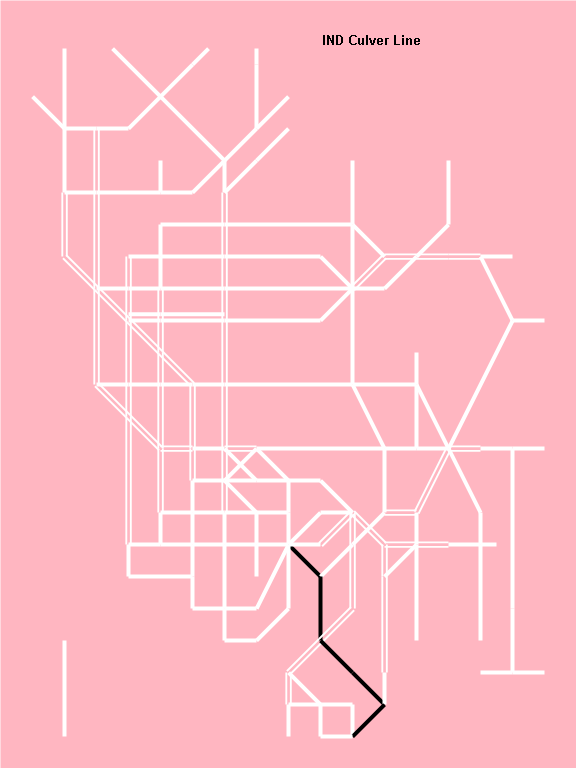
IND Culver Line

#### BMT Culver Line
Die BMT Culver Line war eine Zweigstrecke der New York City Subway in Brooklyn. Die seit 1875 bestehende, ebenerdig verlaufende Eisenbahnstrecke der Prospect Park and Coney Island Railroad des Unternehmers Andrew N. Culver (1832–1906) wurde im Rahmen des Vertrags Nummer 4 der Doppelverträge als Hochbahn neu gebaut.
In Nachfolge der Prospect Park and Coney Island Railroad verlief sie zum Teil geradlinig entlang der Hauptstraße Gravesend Avenue nach Coney Island. Sie hatte Anschluss zu den Pferdestraßenbahnen Brooklyns und war in den Sommermonaten als schnelle Verbindung zwischen Stadt und Strand beliebt. Der Vorteil der Culver-Strecke gegenüber anderen Strecken war, dass sie von Anfang an Wohngebiete bediente, so ganzjährig Kundschaft fand und profitabel war. Nach dem Bau der Hochbahn entlang der Gravesend Avenue blieb darunter die Eisenbahntrasse der South Brooklyn Railway ebenerdig mit Straßenbahnen und Güterzügen in Betrieb. Die Gravesend Avenue war nach dem heutigen Brooklyner Stadtviertel Gravesend benannt, das aus einer der ersten Städte der Kolonie Nieuw Nederland entstand, und wurde 1933 in McDonald Avenue umbenannt.
1954 ging sie im Wesentlichen in der IND Culver Line auf.
Als Rest der eigentlichen BMT Culver Line blieb von 1954 bis 1975 der kurze Abschnitt ab der Ausfädelung der BMT West End Line übrig, die bis heute auf der oberen Ebene des früheren Verzweigungsbahnhofs Ninth Avenue verläuft, während die Culver Line auf der seit 1975 unzugänglichen unteren Ebene verlief. Nur von dort aus war der Bahnhof Ditmas Avenue erreichbar. Dieser Teilabschnitt wurde bis 1975 als Culver-Shuttle betrieben und in den 1980er Jahren abgerissen.

#### IND Culver Line
Die IND Culver Line ist eine Hauptstrecke der New York City Subway in Brooklyn. Im Jahr 1933 erweiterte die Stadt New York ihr Independent Subway System von Manhattan nach Brooklyn. Die spätere IND Culver Line, damals als IND South Brooklyn Line, IND Smith Street Line oder ähnlich bezeichnet, wurde etappenweise bis zum U-Bahnhof Church Avenue in Kensington verlängert. Danach waren die städtischen Finanzmittel erschöpft.
Die viergleisige IND Smith Street Line wurde im innenstadtnahen Bereich Brooklyns unter der schmalen Smith Street auf zwei Ebenen gebaut. Ihre Local-Gleise liegen auf der oberen Ebene und sind mit der IND Crosstown Line verbunden. Ihre Express-Gleise liegen auf der unteren Ebene und sind mit der IND Sixth Avenue Line verbunden. Der U-Bahnhof Bergen Street in Cobble Hill und Boerum Hill diente im Jahr 1933 zunächst als Endstation der Strecke und besitzt eine für Fahrgäste unbenutzbare untere Bahnsteigebene an den Expressgleisen. Die Expressgleise wurden jahrzehntelang nicht regelmäßig im Fahrgastbetrieb befahren, nur in den Jahren 1967 bis 1976 verkehrte dort im Berufsverkehr die Linie F, sowie seit 2019 werktäglich die Linie <F> mit zwei Fahrten pro Richtung.
Der Südteil der IND Culver Line von Church Avenue bis West Eighth Street–New York Aquarium wird mit dem System Communication-Based Train Control ausgerüstet, wofür im Jahr 2023 Bauarbeiten stattfanden.

#### Culver-Rampe
Am 30. Oktober 1954 wurde hinter dem bisherigen Endbahnhof Church Avenue die Verbindung „Culver-Rampe“ der IND Culver Line zur Hochbahnstrecke BMT Culver Line eröffnet. Damit wurde der Abschnitt der BMT Culver Line vom Bahnhof Ditmas Avenue bis zum Endbahnhof Coney Island-Stillwell Avenue Teil der IND-Division.:11
Die vereinigte Strecke war danach zeitweise als „Coney Island Line“ bekannt. Die neue, direktere Verbindung aus der Innenstadt Brooklyns entlastete die BMT Fourth Avenue Line vom Verkehr der BMT Culver Line und verbesserte die Anbindung der beiden Manhattaner Stammstrecken der IND an die Atlantikküste. Den bisherigen Umsteigeverbindungen aus der Bronx und aus Manhattan von der IND Fulton Street Line bzw. IRT Eastern Parkway Line entlang der BMT Franklin Avenue Line wurden schlagartig die meisten Fahrgäste entzogen.
| Linien auf der IND Culver Line | Linien auf der IND Culver Line                                       | Linien auf der IND Culver Line |
| Linie                          | Bedienung                                                            | Nutzung der Strecke            |
| ------------------------------ | -------------------------------------------------------------------- | ------------------------------ |
|                                | Local                                                                | ganze Länge                    |
|                                | Local, abschnittweise Express, zwei Fahrten pro Werktag und Richtung | ganze Länge                    |
|                                | Local                                                                | bis Kensington–Church Avenue   |

### 60th Street Tunnel Connection
Die BMT 60th Street Tunnel Connection, auch als Queens Boulevard–60th Street Tunnel Connection:19–21 und 11th Street Connection bezeichnet, ist eine unterirdische Verbindungsspange zwischen den Netzen der BMT in Manhattan und der IND in Queens. Sie verläuft im Bereich der Rampe der Queensboro Bridge in Long Island City. Sie verbindet seit 1955 die BMT Broadway Line über die BMT 60th Street Line aus Manhattan durch den 60th-Street-Tunnel unter dem East River mit dem U-Bahnhof Queens Plaza der IND Queens Boulevard Line.
Die Verbindung wurde gebaut, um freie Kapazitäten sowohl auf den Local-Gleisen der Queens Boulevard Line als auch im 60th-Street-Tunnel nutzbar zu machen. Die New York City Transit Authority wollte so die Möglichkeit schaffen, pro Stunde fünfzehn zusätzliche Züge zwischen Downtown Manhattan und Jamaica verkehren zu lassen und den Fahrgastzahlen auf der Queens Boulevard Line besser gerecht zu werden.:19–21
| Linie auf der 60th Street Tunnel Connection | Linie auf der 60th Street Tunnel Connection | Linie auf der 60th Street Tunnel Connection |
| Linie                                       | Bedienung                                   | Nutzung der Strecke                         |
| ------------------------------------------- | ------------------------------------------- | ------------------------------------------- |
|                                             |                                             | ganze Länge                                 |

### 63rd Street Lines

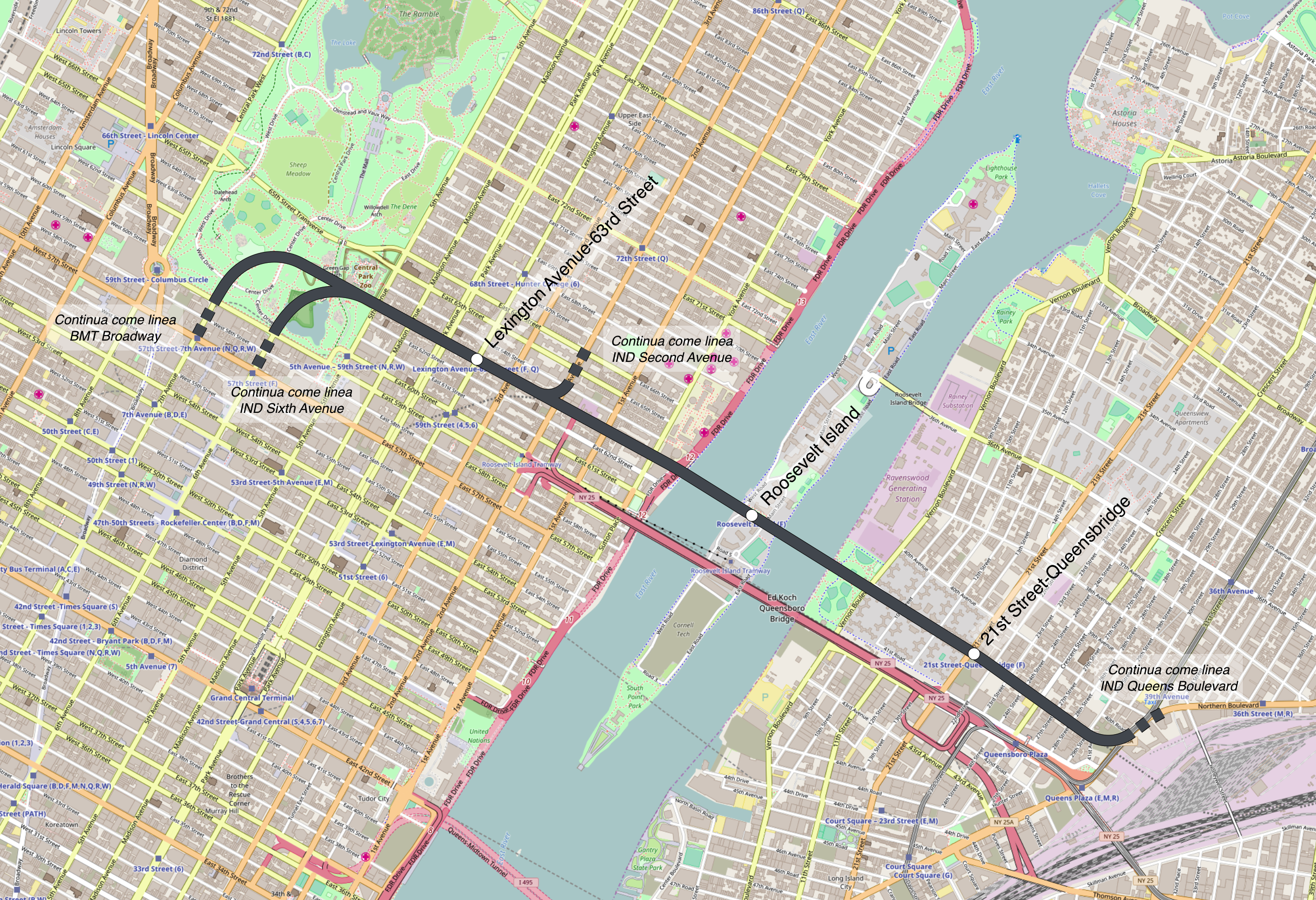
Streckenverlauf der IND und BMT 63rd Street Lines (schematische Zeichnung auf geografischer Karte)

Die 63rd Street Lines oder Crosstown-Route in Manhattan sind Strecken der New York City Subway. Sie verlaufen in Manhattan in einem gemeinsamen, zweistöckigen Tunnelbauwerk. Darin befinden sich die beiden Gleise der BMT 63rd Street Line übereinander auf der Nordseite und die beiden Gleise der IND 63rd Street Line übereinander auf der Südseite. Das Umsteigen ist im zweistöckigen U-Bahnhof Lexington Avenue–63rd Street möglich. Im Bereich dieses Bahnhofs gibt es Weichenverbindungen zwischen beiden Strecken, die im Berufsverkehr und für Umleitungen benutzt werden.
An den Manhattaner Tunnel mit den beiden U-Bahn-Strecken schließt der 63rd-Street-Tunnel unter dem East River an, der auf der oberen Ebene seit 1989 die IND 63rd Street Line und auf der unteren Ebene die Eisenbahnstrecke Sunnyside Harold Interlocking – Grand Central Madison führt, die 2023 im Rahmen des Projekts East Side Access eröffnet wurde.
Dieser im Rahmen des „Aktionsprogramms“ ab Ende der 1960er Jahre ausgeführte Tunnel sollte die Schienenverkehrs-Anbindung der nach dem Zweiten Weltkrieg durch den Vorgang der Suburbanisierung wachsenden Vororte auf Long Island und des vorstädtisch bebauten Stadtbezirks Queens an Manhattan durch eine engere Verzahnung von U-Bahnen und Vorortbahnen der Long Island Rail Road verbessern. Eine Anfang der 1960er Jahre von der New York City Transit Authority unter Manhattans 64. Straße geplante Trassierung wurde nach Beratungen mit der Rockefeller University um eine Querstraße nach Süden verlagert, um Laboratorien auf dem Campus nicht zu beeinträchtigen.:4
Die Strecken wurden von 1971 bis 1978 errichtet. Die Bauarbeiten für die Anbindungen an die BMT Broadway Line und die IND Sixth Avenue Line fanden im südlichen Bereich des Central Park in offener Bauweise statt und tangierten den Central Park Zoo. Östlich wurde das oberflächennah anstehende feste Gestein erreicht und in zunehmender Tiefenlage durchtunnelt. Die Tunnel unterqueren sowohl den Park-Avenue-Eisenbahntunnel der Metro-North Railroad als auch unter der Lexington Avenue den seinerseits dort doppelstöckigen U-Bahn-Tunnel der IRT Lexington Avenue Line. Die obere Gleisebene des zweistöckigen U-Bahnhofs Lexington Avenue–63rd Street liegt mehr als 40 Meter unter Straßenniveau.

#### BMT 63rd Street Line
Die BMT 63rd Street Line ist eine Strecke der New York City Subway in Manhattan. Sie verbindet die BMT Broadway Line mit der IND Second Avenue Line. Sie verläuft im gleichen Tunnelbauwerk wie die IND 63rd Street Line und hat zu ihr Weichenverbindungen, die für wenige Fahrten im Berufsverkehr im Fahrgastbetrieb benutzt werden.
| Linien auf der BMT 63rd Street Line | Linien auf der BMT 63rd Street Line | Linien auf der BMT 63rd Street Line |
| Linie                               | Bedienung                           | Nutzung der Strecke                 |
| ----------------------------------- | ----------------------------------- | ----------------------------------- |
|                                     | hält                                | ganze Länge                         |
|                                     | halten, einzelne Fahrten            | ganze Länge                         |

#### IND 63rd Street Line

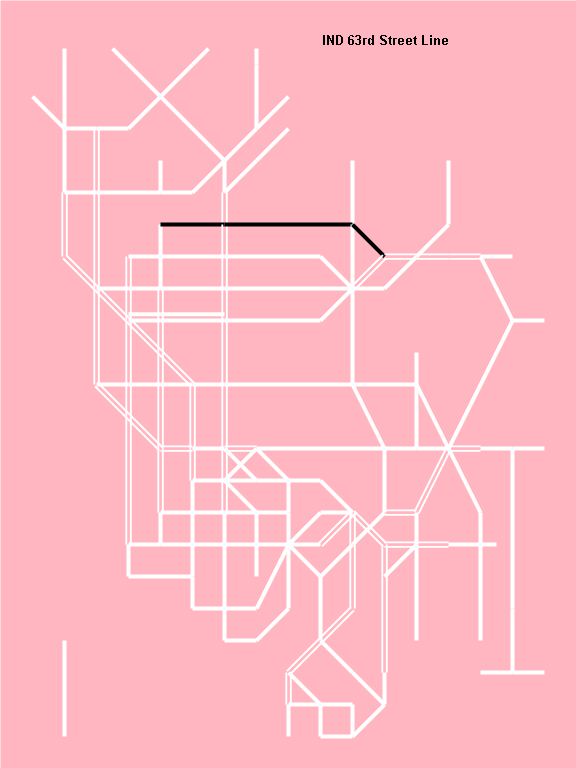
IND 63rd Street Line (stilisiert, Zustand vor Eröffnung der Second Avenue Line)

Die IND 63rd Street Line ist eine Strecke der New York City Subway in Manhattan und Queens. Sie verbindet die IND Sixth Avenue Line mit der IND Queens Boulevard Line. Sie verläuft in Manhattan im gleichen Tunnelbauwerk wie die BMT 63rd Street Line und hat zu ihr Weichenverbindungen, die für wenige Fahrten im Berufsverkehr im Fahrgastbetrieb benutzt werden.
Im Bereich zwischen Second Avenue und First Avenue war geplant, auf beiden Geschossen des Streckentunnels je eine Verbindungskurve zur IND Second Avenue Line zu bauen. So sollte mithilfe der IND 63rd Street Line eine Fahrmöglichkeit zwischen der Second Avenue Subway von und nach Lower Manhattan und der IND Queens Boulevard Line entstehen. Weder der betreffende Tunnelabschnitt der Second Avenue Subway noch die Verbindungskurven wurden verwirklicht, es sind lediglich Ansätze in den Fels gegraben worden. Ab der First Avenue verlaufen die Gleise der IND 63rd Street Line neben- statt übereinander. In dem Bereich beginnt der 63rd-Street-Tunnel als zweigeschossiges Tunnelbauwerk mit der U-Bahn auf der oberen und der Eisenbahn auf der unteren Ebene.
Die IND 63rd Street Line ging 1989 in Betrieb, diente zunächst hauptsächlich der Erschließung der in den 1970er Jahren neu entstandenen Wohngebiete des Sozialen Wohnungsbaus in New York City auf Roosevelt Island und endete im Bahnhof 21st Street–Queensbridge ohne weitere Verbindung, woraufhin sie publizistisch als „Tunnel nach nirgendwo“ kritisiert wurde. Durch eine von 1994 bis 2001 errichtete, 460 Meter kurze Verbindung zur IND Queens Boulevard Line wurde der Tunnel in Queens ins Bestandsnetz eingebunden.
| Linien auf der IND 63rd Street Line | Linien auf der IND 63rd Street Line | Linien auf der IND 63rd Street Line |
| Linie                               | Bedienung                           | Nutzung der Strecke                 |
| ----------------------------------- | ----------------------------------- | ----------------------------------- |
|                                     | halten überall                      | ganze Länge                         |

### IND World’s Fair Line

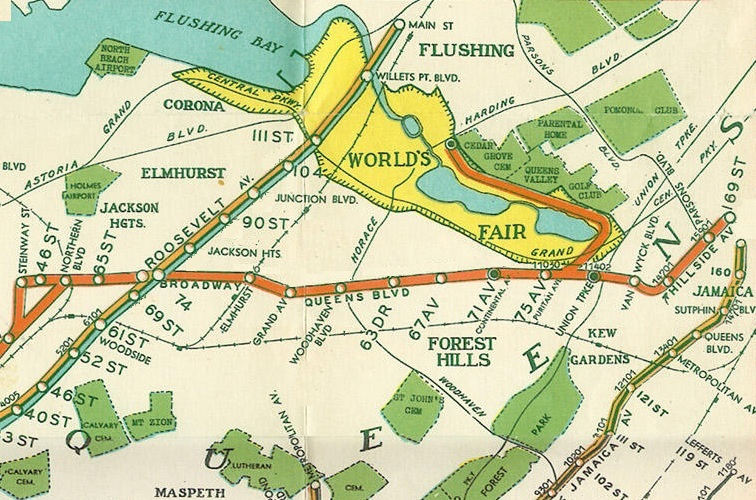
World’s Fair Line bis Horace Harding Boulevard (aus Liniennetzplan 1939)

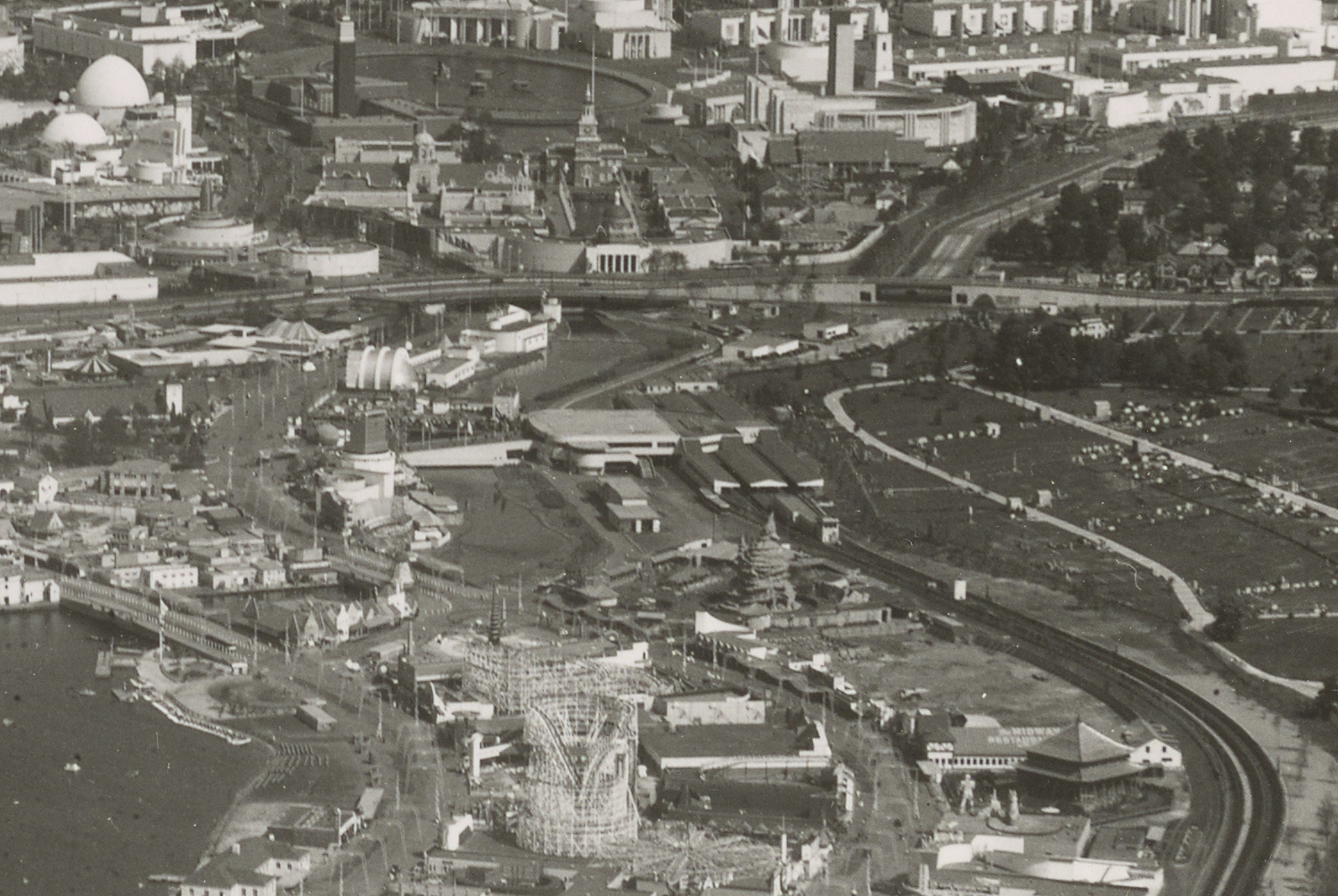
Luftaufnahme des Weltausstellungsgeländes, World’s Fair Line von rechts unten zum Endbahnhof in Bildmitte

Die IND World’s Fair Line oder World’s Fair Railroad war eine kurzlebige Zweigstrecke der Independent Subway in Queens. Diese „Weltausstellungs-Strecke“ legte das New York City Board of Transportation für die Großveranstaltung 1939 New York World’s Fair im Flushing Meadows Corona Park an. Für Fahrgäste war die World’s Fair Line während der beiden Öffnungsperioden in den Sommerhalbjahren 1939 und 1940 nutzbar.
Die Strecke wurde an die bereits vorhandene Betriebsstrecke von der IND Queens Boulevard Line zum Betriebshof Jamaica Yard angeschlossen, die aus dem U-Bahn-Tunnel an die Oberfläche führt. Der Endbahnhof unweit des damaligen Horace Harding Boulevard war die einzige Zugangsmöglichkeit. Horace Harding Boulevard ist heute eine Anliegerfahrbahn des Long Island Expressway (Interstate 495).
Nach Ende der Veranstaltung wurden der Bahnhof und die Strecke vollständig zurückgebaut, nur auf dem Betriebshofgelände blieben Reste übrig. Die in den 1940er Jahren unter Robert Moses geplante Schnellstraße Van Wyck Expressway (Interstate 678) folgt annähernd dem ehemaligen Trassenverlauf. Für die öffentliche Verkehrsanbindung der 1964 und 1965 auf dem gleichen Gelände durchgeführten 1964 New York World’s Fair wurde kein vergleichbarer Aufwand mehr getrieben.
Eine Randnotiz ist, dass im Sommer 1940 die Vereinigung der drei New Yorker U-Bahn-Netze stattfand, so dass der Betrieb in der ersten Saison 1939 von der Independent Subway und am Ende der zweiten Saison von der IND-Division durchgeführt wurde.

## Weiterführende Informationen